# Étalement urbain

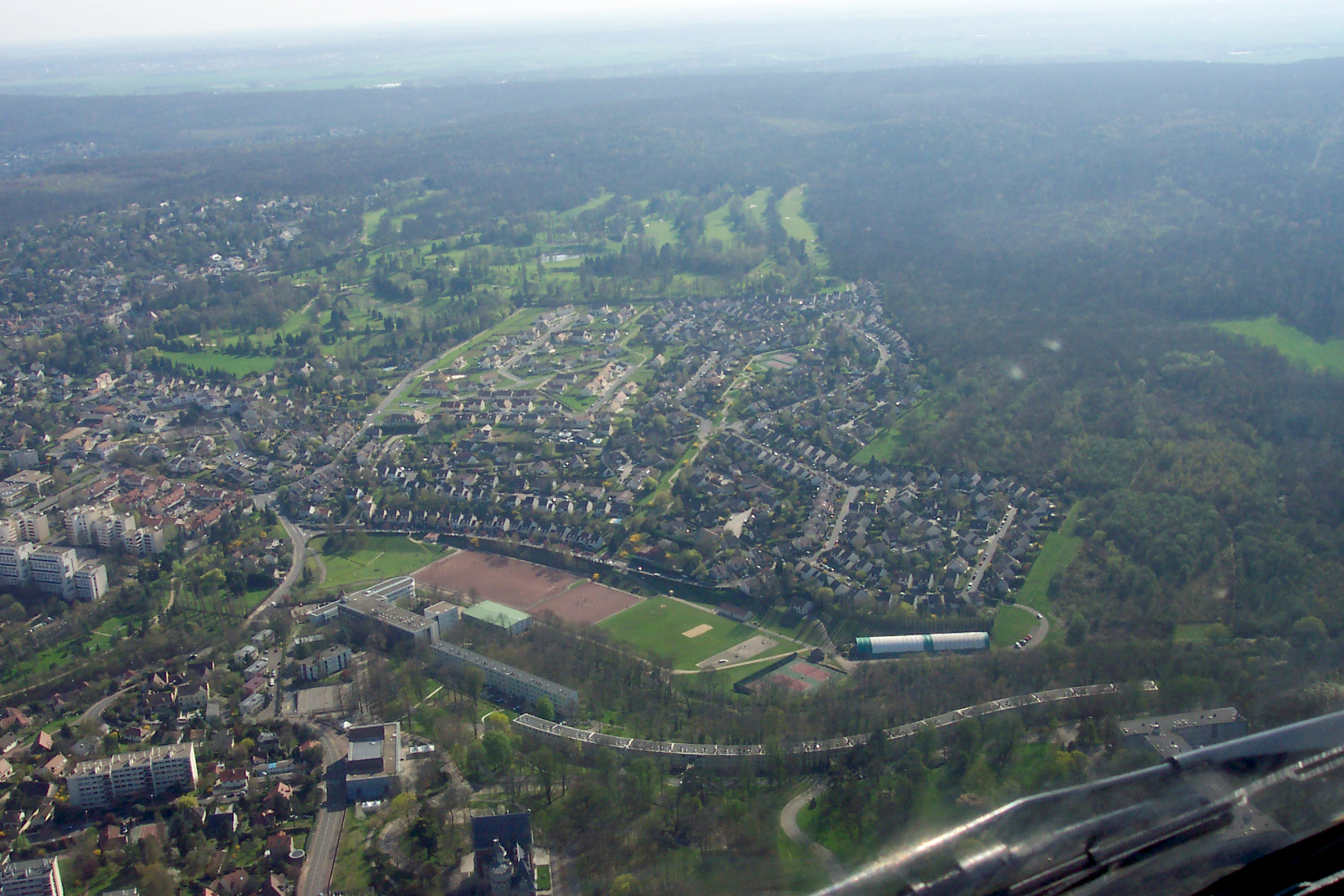
Étalement urbain dans la banlieue de Paris en 2005.

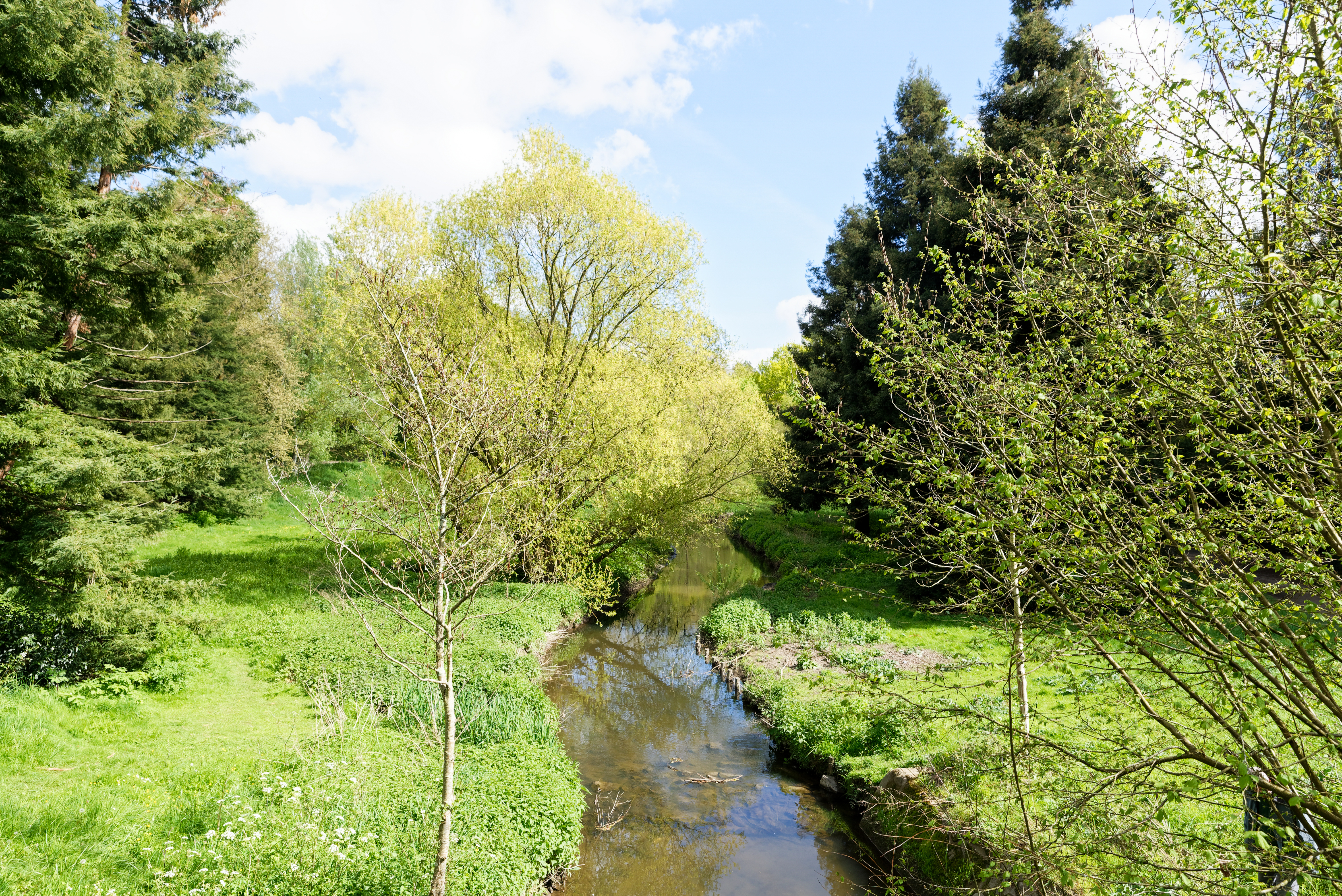
Les vallées urbaines composent de véritables couloirs verts dans le tissu urbain. Du fait de leur encaissement marqué, de leur intérêt écologique, paysager, récréatif ou économique (ici le val de la Chézine qui traverse Nantes), elles peuvent échapper à l'étalement urbain.

L’étalement urbain est la progression des surfaces urbanisées à la périphérie des villes ; c'est un type d'artificialisation. Il concerne l'habitat, en grande partie des maisons individuelles, et de nombreuses entreprises qui utilisent de grandes surfaces, notamment les centres commerciaux. Dans tous ces lieux desservis par la voiture individuelle, une part importante de l'espace utilisé est attribuée aux voies et aux stationnements enrobés, dont les nuisances ont été relevées. Surtout, cette grande dépendance à l'égard de la voiture participe à l'augmentation des émissions de gaz à effet de serre. L'étalement urbain peut aussi prendre la forme de bidonvilles.
Cet étalement urbain pose de nombreuses contraintes aux usagers qui ont fait le choix d'y habiter ou qui sont contraints d'y travailler. Ils dépendent des fluctuations des prix des carburants pour souvent deux véhicules par couple, des longues distances à parcourir jusqu'à leurs différentes activités et des encombrements des voies aux heures de pointe, générant du stress. Mais la démarche des habitants vers ce type de résidence est déterminée par de multiples motivations dont l'étude révèle toute la complexité.
Enfin ce type d'habitat effectue une forte pression sur l'environnement. Terres arables, bois… sont ainsi occupés par un étalement urbain croissant, surtout depuis la fin du XXe siècle. Les mesures, nombreuses, le confirment. Ce type d'occupation de l'espace péri-urbain génère ainsi non seulement l'artificialisation des sols mais nécessite aussi, l'extension et l'entretien des voies et des réseaux : eaux et assainissement, gaz, électricité, câble Ethernet, éclairage public. La crise environnementale et la nécessité de réponses rapides, motive, à ce propos, de nombreuses recherches, surtout au XXIe siècle, qui sont évoquées dans cet article.

## Vue d'ensemble
Cette vue d'ensemble peut s'appliquer à des pays dits « riches » ou en pleine croissance économique, comme la Chine. De nombreuses parties se réfèrent explicitement au cas particulier de la France.

### Mise en place de l'étalement
L’étalement urbain correspond à la progression des surfaces urbanisées sur la périphérie des villes de façon plus rapide que la croissance démographique,. L’étalement urbain résulte de la périurbanisation, en général un choix résidentiel fait par certains ménages. Cela correspond à un desserrement des populations et des activités (surtout depuis les années 1980 en France).
L'un des espaces d'étalement urbain les plus courants est la lisière de la ville, qui contient encore d'anciennes exploitations agricoles, éventuellement reconverties en logements, des espaces de cultures résiduels en dents creuses, et où il est plus difficile d'agir qu'ailleurs avec le zonage pour le contrôle de l'utilisation des sols. Ces terrains agricoles ou anciennement agricoles sont le plus souvent viabilisables, grâce à la présence des réseaux d'électricité, d'eau, d'assainissement et de transport (ou leur extension possible, à peu de frais, depuis l'existant). Mais cet étalement se fait aussi par l'implantation de l'habitat tourné vers la ville (travail, études des enfants, commerces…) dans des villages situés de plus en plus loin des villes. Certains appellent cela l'émiettement urbain.
Les principaux attraits des milieux périurbains par rapport aux centres-villes sont, pour ceux qui y résident : un coût du foncier et de l'immobilier avantageux, la possibilité de vivre dans une maison individuelle et un cadre de vie plus proche des milieux naturels. C’est l’amélioration des conditions de transports et notamment l’accès à l’automobile qui a permis cet étalement urbain résidentiel. La facilité de se rendre en centre-ville toujours plus vite et de plus en plus loin grâce aux améliorations des services de transports a permis l’élargissement continu des agglomérations.
L’étalement urbain n’est pas lié uniquement à une dynamique résidentielle. Le coût du foncier et l’espace disponible expliquent aussi que de nombreuses entreprises aux activités tertiaires ou secondaires, nécessitant des espaces importants, s'installent sur les zones d’activités et des parcs industriels qui se développent en périphérie des agglomérations. De vastes zones commerciales offrant la possibilité de trouver tous les produits nécessaires sans entrer dans les centres-villes sont également construites dans ces espaces et polarisent une clientèle nombreuse pouvant parcourir de longues distances grâce à la facilité d’accès en voiture.

### Accélération
La plupart des espaces occupés par cette périurbanisation sont d'anciens espaces agricoles ou parfois des milieux naturels qui pâtissent de cette transformation. Ainsi, en moyenne et depuis 1960 en France, l'équivalent des surfaces agricoles d'un département français a été artificialisé tous les dix ans. Ce mouvement s'est accéléré dans les années 2010, avec l'équivalent d'un département tous les six ans environ.
Par ailleurs, cette accélération est découplée de l'augmentation de la population. Toujours en France, « la consommation de sols pour bâtir la ville a accéléré à partir des années 1960 à un rythme dépassant très largement l'accroissement de la population, jusqu'à lui être trois fois supérieur » (en 2010).

### Conséquences
L'étalement urbain entraîne de graves conséquences sur l'environnement et le réchauffement climatique, particulièrement sur les écosystèmes locaux.
Le logement individuel, qui correspond à une aspiration de nombreux ménages en milieu périurbain, rejette proportionnellement beaucoup plus de gaz à effet de serre que les logements collectifs présents dans le centre des agglomérations. En effet, les logements individuels consomment bien plus d’énergie pour se chauffer, ne profitant pas du chauffage des logements mitoyens, et le contact direct du sol augmente lui aussi la perte de chaleur.
Les espaces anciennement ruraux périphériques se densifient et se polarisent. Ils font désormais partie des agglomérations. Selon Martine Berger : « Le desserrement urbain nécessite l’entrée dans l’ère de l'automobile, qui est sans doute aussi celle de l’effacement relatif de la distinction villes-campagnes ».
En Amérique du Nord, en raison d’« une planification et une occupation des sols peu contraignantes, alliées à une progression des populations affluant », le développement urbain représente près d’un pour cent de la surface du Canada[réf. incomplète] et 3,1 % de la surface des États-Unis. Au Canada, dans l’ensemble, la superficie bâtie a augmenté d’environ 122,96 % en 35 ans, soit de 1966 à 2001. C'est un des sujets de préoccupation du Programme des Nations unies pour l'environnement. Ce sujet était soulevé dans le rapport GEO-3 et selon le rapport GEO-4 de 2007 « reste un des défis les plus intimidants qui se posent à la qualité de l’environnement en Amérique du Nord ». La taille des maisons et les lotissements grandit, alors que le nombre moyen d’habitants par maison a chuté.

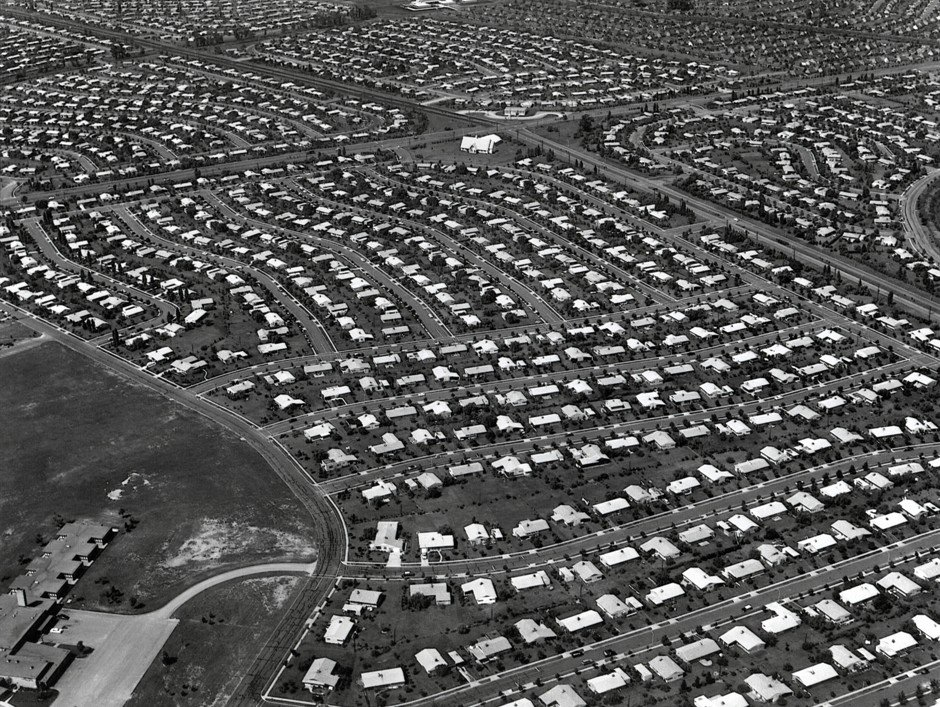
Exemple d'étalement pavillonnaire de Levittown (Pennsylvanie) vers 1959.

Ce mode de logement nécessite donc pour chaque résident une utilisation bien plus importante des transports, notamment de l’automobile, qu'en centre-ville. Ceci a entraîné une augmentation du nombre de voitures, de kilomètres parcourus et de routes imperméabilisées en Amérique du Nord au cours des vingt dernières années. En effet, vitesse, longueur de déplacement et étalement urbain sont intimement liés : depuis 1960, l’explosion des mobilités a engendré une dilatation croissante des espaces urbains et des territoires. Cet étalement, qui est lié au développement démographique des agglomérations, se fait avec une densité du bâti d'autant plus faible que l'on s'éloigne du cœur des villes. La faible densité est due au caractère pavillonnaire de cette urbanisation, qui prend le plus souvent la forme du lotissement, la surface occupée par un foyer (maison et jardin privatif) étant plus importante que celle d'un appartement en immeuble, ainsi qu'à l'importance des espaces naturels conservés dans les communes concernées.

## Dans le monde

### Généralités
L’étalement urbain a connu différentes formes depuis le début du phénomène. Il se développe fortement dès le milieu du XXe siècle aux États-Unis et dans le dernier quart du XXe siècle en Europe occidentale, il apparaît par exemple en France dans les années 1920 alors qu'il est plus précoce au Royaume-Uni.
Déjà au XIXe siècle, les théories hygiénistes préconisent une faible densité afin de « faire circuler l'air », à une époque où la ville s'industrialise, avec toutes les conséquences qu'entraîne une production industrielle polluant l'air de manière évidente (fumées, puanteurs). Ce mouvement s'accompagne des premières formes de transports en commun, qui accroissent la mobilité des populations, sous la forme du chemin de fer. C'est aussi pour pallier les inconvénients de la ville que Ebenezer Howard, urbaniste anglais, imagine le concept des cités-jardins, entraînant une urbanisation à faible densité.
L'étalement urbain est le produit d'une volonté d'abord individuelle qui se développe avec le rêve pavillonnaire et le désir d'un retour à la nature tout en bénéficiant des avantages de la proximité de la ville. À cela s'ajoute dans les années 1970 le phénomène des edge cities développé par Joel Garreau aux États-Unis. Ce phénomène produit un accroissement de l'étalement urbain par la création de zones d'emplois et d'activités qui attirent des populations en zone périurbaine ou suburbaine. Enfin, l'étalement urbain peut être l'objet de politique publique afin de limiter ou d'organiser le phénomène, comme l'illustre le pôle Paris-Saclay en Île-de-France, par l'intermédiaire de l'Établissement public d'aménagement Paris-Saclay.
Avec la crise économique de 2008, les deux piliers contribuant au développement de l’étalement urbain — demande importante de logements et faible prix de l’essence — se sont affaiblis. Ainsi, le resserrement de l’accès au crédit et la hausse des prix du pétrole se sont traduits par une baisse relative de l’activité de l’industrie du bâtiment dans les espaces périurbains.

### États-Unis

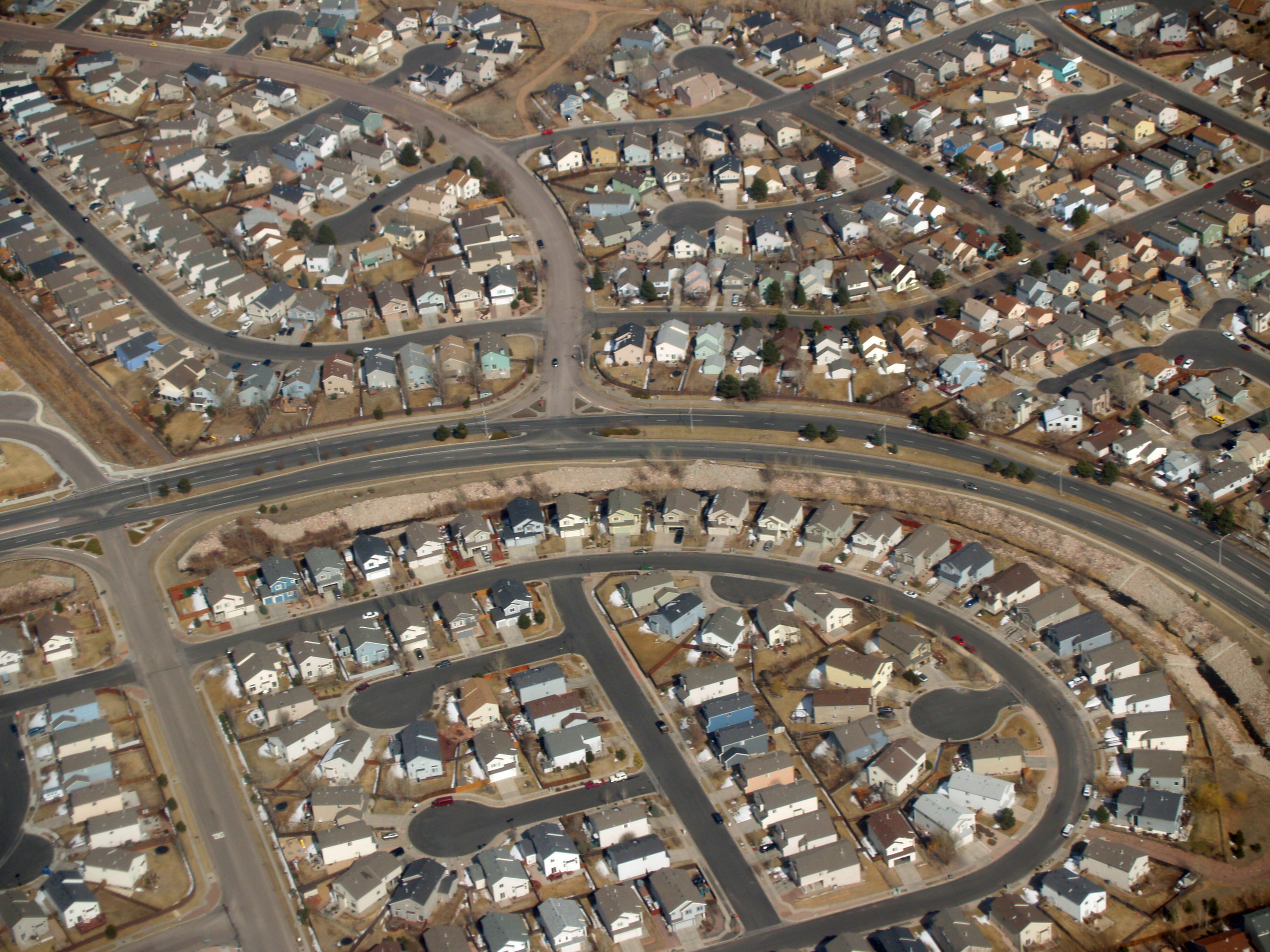
Banlieue de Colorado Springs aux États-Unis.

Aux États-Unis, l'attirance pour le périurbain est liée à la possibilité et à la volonté de construire des logements individuels sur de grands terrains. Ce phénomène est facilité par la baisse des coûts des déplacements automobiles.
La périurbanisation a opéré une césure, laissant les populations les plus démunies dans les centres-villes vieillissants. Cette césure a entraîné à son tour un appauvrissement des institutions, faisant des centres des « lieux de délabrement social et physique, posant problème aux politiques ».

### France

#### Étalement urbain
En France, de 1968 à 1999, les surfaces urbaines connaissent une croissance de 45 %, alors que la population urbaine n’augmente que de 27 %. En 1954, 7,6 % du territoire est urbanisé ; aujourd’hui[Quand ?] le bâti occupe 18,4 % du territoire métropolitain. De 1975 à 1999, les agglomérations connaissent en moyenne un étalement de 18 % de leurs superficies. Cette urbanisation s’organise sous forme des zones à urbaniser en priorité (ZUP). De 1958 à 1968, l’État préconise le développement rapide des surfaces urbanisées pour supporter la forte croissance démographique qui a lieu durant cette période.
C’est une période où la périphérie des villes se développe vite. Les grands ensembles apparaissent comme la solution la plus pratique. On construit des tours qui permettent de loger un maximum de personnes en un minimum de temps. Ces ensembles semblent plaire à l’opinion publique qui y voit un logement moderne, fonctionnel et abordable. Au cours des décennies l’image de ces quartiers formés de barres d’immeubles se dégrade et devient associée au fait d’un étalement urbain intensif des années 1950 à 1970, qui ne se souciait pas du bien-être des habitants mais uniquement d'accueillir les populations immigrées de façon rapide et financièrement avantageuse.
À partir de la fin des années 1970, l’étalement urbain s’organise en opérations individuelles groupées ou dispersées. Cela entraîne l’élargissement de certaines villes au détriment des communes et des populations rurales, qui se rapprochent et disparaissent dans les communes les plus importantes. Entre 1962 et 1968 la France connaît sa plus forte explosion des territoires urbanisés. Le bâti progresse de 20 000 km2 en six ans, ce qui représente une évolution de 40 % des surfaces urbanisées. Jusqu’en 2000, les territoires urbains progressent seulement de 30 000 km2, ce qui paraît peu comparativement aux années 1960.
Depuis les années 1980, les communes françaises les plus peuplées connaissent une stagnation voire une baisse de leurs populations. Ce sont les communes périurbaines qui présentent les taux de croissance les plus importants. Les familles et les jeunes couples cherchent notamment à s’éloigner des centres-villes, pour obtenir un meilleur cadre de vie. Ils quittent donc les centres et leurs proches banlieues pour les communes périurbaines. Entre 1990 et 1999, la population progresse de 0,12 % par an dans les villes-centres, de 0,42 % dans les banlieues et de 1,03 % dans les couronnes périurbaines métropolitaines. Sur la même période 677 communes deviennent urbaines.
Au contraire des États-Unis, l'étalement urbain en France est, schématiquement, le fait des populations à faibles ressources. En effet, la gentrification des centres y a entraîné une hausse du coût de la vie, rendant ces espaces trop chers pour les populations modestes. Les politiques publiques françaises favorisent l'implantation des ménages à moyens et faibles revenus dans les espaces périphériques, entraînant un isolement et des difficultés sociales dans ces périphéries.
De nouvelles stratégies de développement urbain semblent voir le jour, initiées par des collectivités locales. Elles visent, en partie, à reconquérir des emprises foncières situées en cœur de ville. Selon une analyse portée par Veolia et France Nature Environnement, ces nouvelles stratégies ont trois types d'effets : la destruction d'espaces nécessaire aux réseaux écologiques des habitats naturels et des espèces sauvages, la constitution d'obstacles à la circulation des espèces sauvages (par des barrières ou l'augmentation des distances) et la modification d'espaces ou d'usages en bordure des aménagements.

#### Évolution en Île-de-France dans la deuxième moitié duXXesiècle

Cette carte met en évidence la progression de l'étalement urbain en Île-de-France entre les années 1960 et 1990. Le taux d'évolution a été calculé pour les différents départements de la région. On remarque, à cette époque, un Paris sursaturé, le taux de surface artificialisée atteignant 76 %. Pour des questions juridiques, écologiques et matérielles, il est complexe d'urbaniser davantage ce territoire. Le taux d'évolution de la capitale est donc négatif et celui des Hauts-de-Seine est presque nul. À l'inverse, le département de Seine-et-Marne présente un taux d'évolution de la surface artificialisée de plus de 100 %. Il est passé de 7 % en 1960 à plus de 14 % en 1994. Les départements du centre de l’Île-de-France sont alors saturés, la demande est plus forte que l'offre, l'accès à la voiture se développe dans les années 1960, les ménages s'installent de plus en plus loin. Ces derniers suivent un gradient centre-périphérique régressif.

### La Zone Métropolitaine de la Vallée de Mexico

Étalement urbain de la zone métropolitaine de la vallée de Mexico (source des données: recensement INEGI 2010).

En 2010, l’étalement urbain chaotique du District fédéral vers les champs agricoles en périphérie de sa limite juridique a contribué au manque de planification des infrastructures, notamment pour les services d’eau courante et de tout-à-l'égout. L’étalement s’est produit dans un premier temps vers le nord de la ville. La ville s'est étendue ensuite vers l'Est, sur les municipalités (délégation territoriale plus large qu’un arrondissement) de l’État de Mexico. En 2010, l'Institut national de statistique et de géographie (INEGI) et le Conseil national de la population (CONAPO) ont changé le nom de la capitale du pays en l'accordant à leur nouvelle définition de zone métropolitaine et d'aire urbaine. Désormais, le District fédéral (Mexico), les municipalités en périphérie et leur aire urbaine forment la Zone métropolitaine de la vallée de Mexico. Ce changement se fonde sur les données du recensement en 2010, qui a enregistré une population d’environ 23 millions d’habitants pour cette zone.
En 2015, la plupart des municipalités métropolitaines de l'État de Mexico ont un indice de développement humain élevé. Huixquilucan a la valeur la plus élevée, par son indice de 0,842. Les autres municipalités à indice élevé sont Coacalco, Cuautitlán Izcalli, Cuautitlán, Texcoco, Tlalnepantla de Baz et Atizapán de Zaragoza. Même si certaines de ces communes comportent certains des quartiers les plus riches de l'agglomération, le contraste est énorme avec les banlieues périphériques à faibles revenus appelées « zones marginales » ou « villes perdues ». Quelques exemples sont la banlieue aisée de Tecamachalco à côté du bidonville d'El Molinito, tous deux à Naucalpan, ou Chamapa à côté du Bosque Real Country Club, à Huixquilucan.
En 2020, selon le recensement de la population (Censo General de Población y Vivienda) de 2020, 16 992 418 personnes vivaient dans cette région métropolitaine, dont 2 756 319 à Mexico même (CDMX, Ciudad de México). Environ 72 % (12,2 millions) de la population de l'État de Mexico vit dans des municipalités faisant partie de l'agglomération du Grand Mexico.

### Inde: accès à l'eau, à l'assainissement et à l'électricité
Les problèmes dus à l'étalement urbain en l'Inde, en 2020, sont amplifiés par des lacunes dans les réseaux d'eau, d'assainissement et d'électricité, dans leur mauvais entretien et dans les énormes disparités entre quartiers riches et pauvres. De nombreux facteurs politiques et sociaux, sur la longue durée, sont responsables de disparités entre quartiers. Cette situation a conduit la population à divers « bricolages ».
Malgré une urbanisation rapide dans les années 1970, accompagnée par l'électrification urbaine et rurale, qui est un succès, la population indienne urbaine n'est que de 227 millions contre 629 millions de ruraux, soit 26,52 % de la population totale en 1991. En 2018, l'Inde compte la seconde plus importante population urbaine au monde après la Chine, et le taux de population urbaine est monté à 34 %, tandis qu'il est de 59 % en Chine (mais ces chiffres sont peu fiables car les zones concernées ne sont pas similaires, ils signalent un ordre de grandeur).
La question des quartiers riches et pauvres recoupe aussi celle de la hiérarchie des castes. Or le programme Swachh Bharat Abhiyan de Narendra Modi comptait en 2014 mettre fin, progressivement, à la pratique de la défécation en plein air en Inde. Lors de cette campagne, la stigmatisation des anciennes pratiques n'a pas été associée à une information sur les problèmes de santé. Il s'agissait aussi, pour le parti au pouvoir, de s'adresser à l'électorat féminin. Cette pratique était et reste dangereuse, en particulier pour les femmes (constamment discriminées, par ailleurs) et les filles — les toilettes pour filles n'existent pas très souvent dans les écoles. « En conséquence, ces dernières sont contraintes de se retenir toute la journée, ou de ne pas se rendre à l'école ». La défécation en plein air était largement pratiquée dans les villes et les villages — qui atteignent facilement 20 000 ou 30 000 habitants — ainsi que dans les campagnes. Le programme a eu comme résultat immédiat, surtout pour les campagnes, la construction d'un grand nombre de toilettes, alors que de leur rattachement au réseau d'eau et à leur entretien était très mal pris en compte. Beaucoup ont donc été abandonnées au bout de quelques années, ce qui avait déjà été le cas des toilettes sèches lancées par Bindeshwar Pathak en 2008. D'autre part, concernant les publics touchés, la campagne Swachh Bharat était formulée selon des valeurs des hautes castes, tandis que l'entretien et la vidange des fosses est réservée aux plus basses, sans aucun matériel qui les protègerait contre les risques pour leur santé.

#### Centralisation contre décentralisation
Le parti du Congrès est au pouvoir de 1947 à 1991 et favorise la centralisation, la construction de réseaux est établie au niveau du gouvernement central et s'appuie sur l'expertise du corps des ingénieurs civils. Les grands ouvrages de prestige, coûteux, surdimensionnés, sont propices à une « grande corruption », mais aussi à se polariser sur la construction aux dépens de l'exploitation et de l'entretien. Après 91 ce parti garde l'initiative dans une coalition jusqu'en 96. Un consensus national se forme alors autour d'un projet de décentralisation porté par des élites technocrates et le gouvernement central. En ce qui concerne les infrastructures cette initiative provient des technocrates de la Banque Mondiale en 1994 qui incitent à la décentralisation néolibérale et, entre autres, à l'introduction d'opérateurs privés. Mais le privé ne réagira pas et la décentralisation ne profita qu'aux capitales des états régionaux. Les réformes ne furent appliquées qu'en ordre dispersé ou carrément pas appliquées du tout. Le mouvement de 1991 tendait à réduire les inégalités urbaines et à contenir le développement des bidonvilles. Le résultat est tout autre. Se développent alors des villes tentaculaires, et en 2014 une cinquantaine d'entre elles rassemblait plus de 42% de la population urbaine totale, dans laquelle 17% était entassée dans des bidonvilles. Or ce ne sont pas uniquement des mégapoles, ou des grandes villes qui s'étendent pendant cette période, de très nombreuses villes moyennes se développent aussi (de moins de 100 000 habitants). Et ces dernières n'ont pratiquement aucune autonomie, sont de plus en plus dépourvues de ressources humaines dans leurs administrations, alors que les très grandes villes bénéficient de leur relation directe avec les gouvernements des états. Ce qui amène, pour ces petites villes à des infrastructures commanditées d'en-haut, appliquées par les préfets, mais presque sans personnel pour les faire fonctionner.

#### Hiérarchies et mépris
Les plans d'urbanisme sont les héritiers directs du modèle britannique et de l'imaginaire ordonné, fonctionnel, une ville verte et aérée, qui préside à un zonage strict de l'usage des sols. Un consensus national se forme lors de l'indépendance et ensuite, autour de projets d'urbanisation portés par des élites technocrates et le gouvernement central. Mais les pratiques quotidiennes des citadins forgent une ville toute autre où domine l'urbanisation précaire et qui abrite une large économie informelle, économie dont le modèle économique a par ailleurs besoin. Le mépris à l'égard des « inférieurs », en Inde, a des conséquences criantes dans la gestion de l'extension des villes. Le corps politique tend à criminaliser une partie des populations pauvres et ne prend pas en compte leurs spécificités, ce qui conduit, par exemple, à l'échec du lancement des compteurs d'eau prépayés à Mumbai. D'autre part, le recours à de petites entreprises privées et le clientélisme qu'il alimente — par exemple pour la collecte des ordures par ces petites entreprises — tend à remplacer l'emploi public en Inde pour obtenir un coût opérationnel plus faible. Mais cette économie se fait aux dépens des basses castes et des migrants, essentiellement, auxquels ces petites entreprises n'accordent aucun des droits sociaux obligatoires (assurance maladie, etc.) qui devraient les protéger. Néanmoins, des solutions respectant les droits de ces basses castes ont montré leur efficacité, malgré l'augmentation rapide du tonnage d'ordures (municipalité de Pune, 1970-2008).

#### Bricolages
Par ailleurs, au fur et à mesure que la ville s'étend, on assiste à un foisonnement d'institutions, dans un inextricable réseau de hiérarchies, héritières de la gouvernance coloniale, méprisantes à l'égard des usagers, et qui s'opposent ou se rejettent les responsabilités en raison de compétences mal définies et d'une histoire des réseaux particulièrement complexe. Car, parallèlement, s'est développée une multitude de configurations d'accès aux services essentiels qui rend toute intervention difficile. Enfin, l'administration est perpétuellement sollicitée par des « urgences » de toutes natures qui en perturbent le fonctionnement. Cela aboutit à l'absence courante, en Inde, des services d'eau, d'assainissement et d'électricité, de manière temporaire ou permanente. Dans ce contexte, les habitants les plus pauvres comme les plus aisés en viennent à bricoler des solutions alternatives locales pour parer à ces carences récurrentes, qui accentuent les inégalités. L'implantation de nouveaux réseaux dans les quartiers neufs suit cette logique discriminatoire, les plus riches étant les plus vite et les mieux servis. La notion de bien public n’apparaît donc pas, alors même que les services urbains, équitablement gérés, pourraient en faire apparaître toute la valeur.

#### Exception au Kérala
L'état du Kérala fait exception, du fait notamment du continuum rural-urbain qui caractérise ce petit état très densément peuplé — sur la bande littorale du Kérala on ne sort quasi jamais des faubourgs de la ville — et par une tradition politique plus favorable à la décentralisation,. Le « continuum rural-urbain » provient de ce que la croissance de la population urbaine résulte de l'augmentation du nombre de zones urbaines nouvelles autant que de l'urbanisation de zones périphériques des grands centres urbains existants.

### Afrique

Lagos
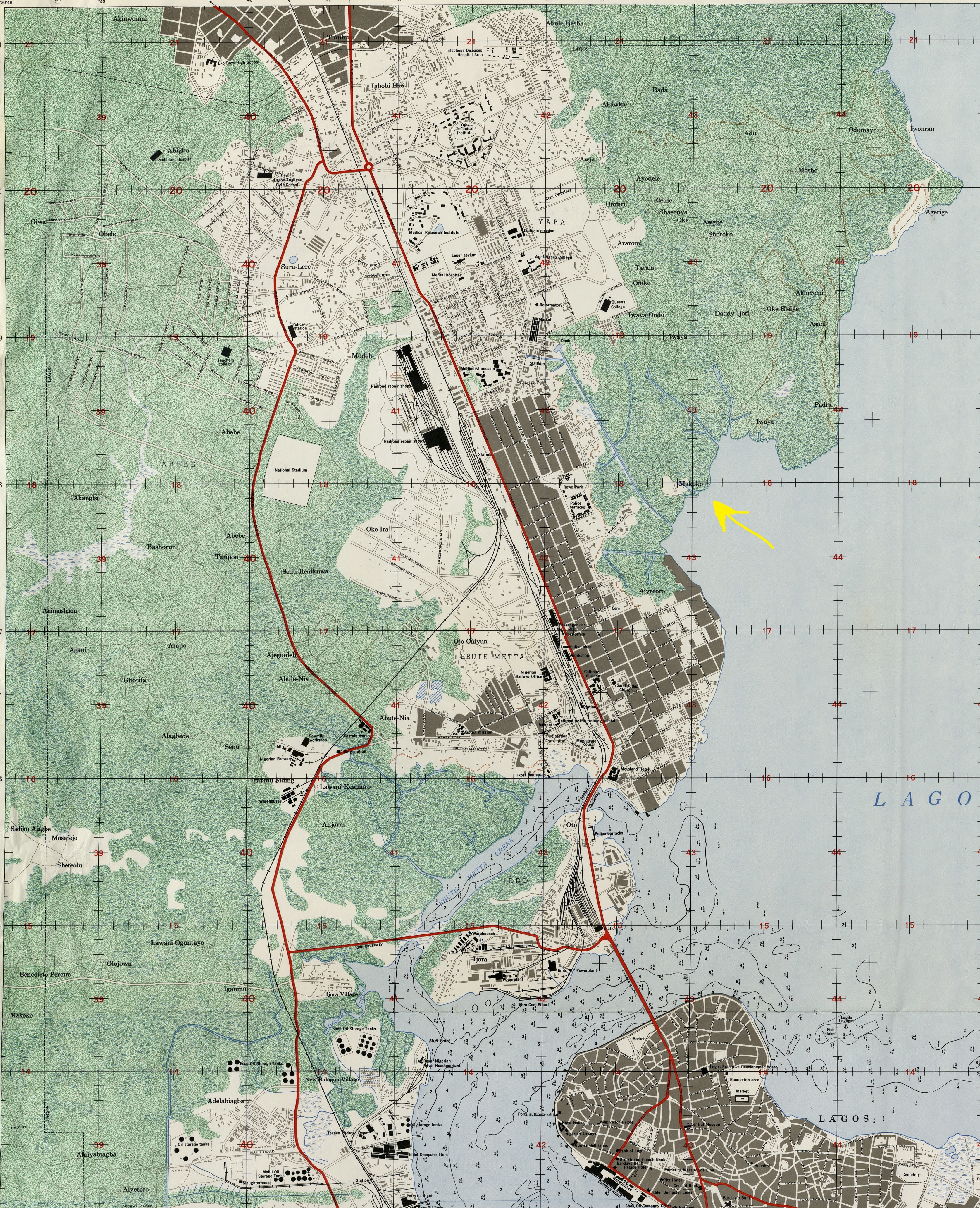
Carte de Lagos en 1962 ; flèche jaune: Makoko.
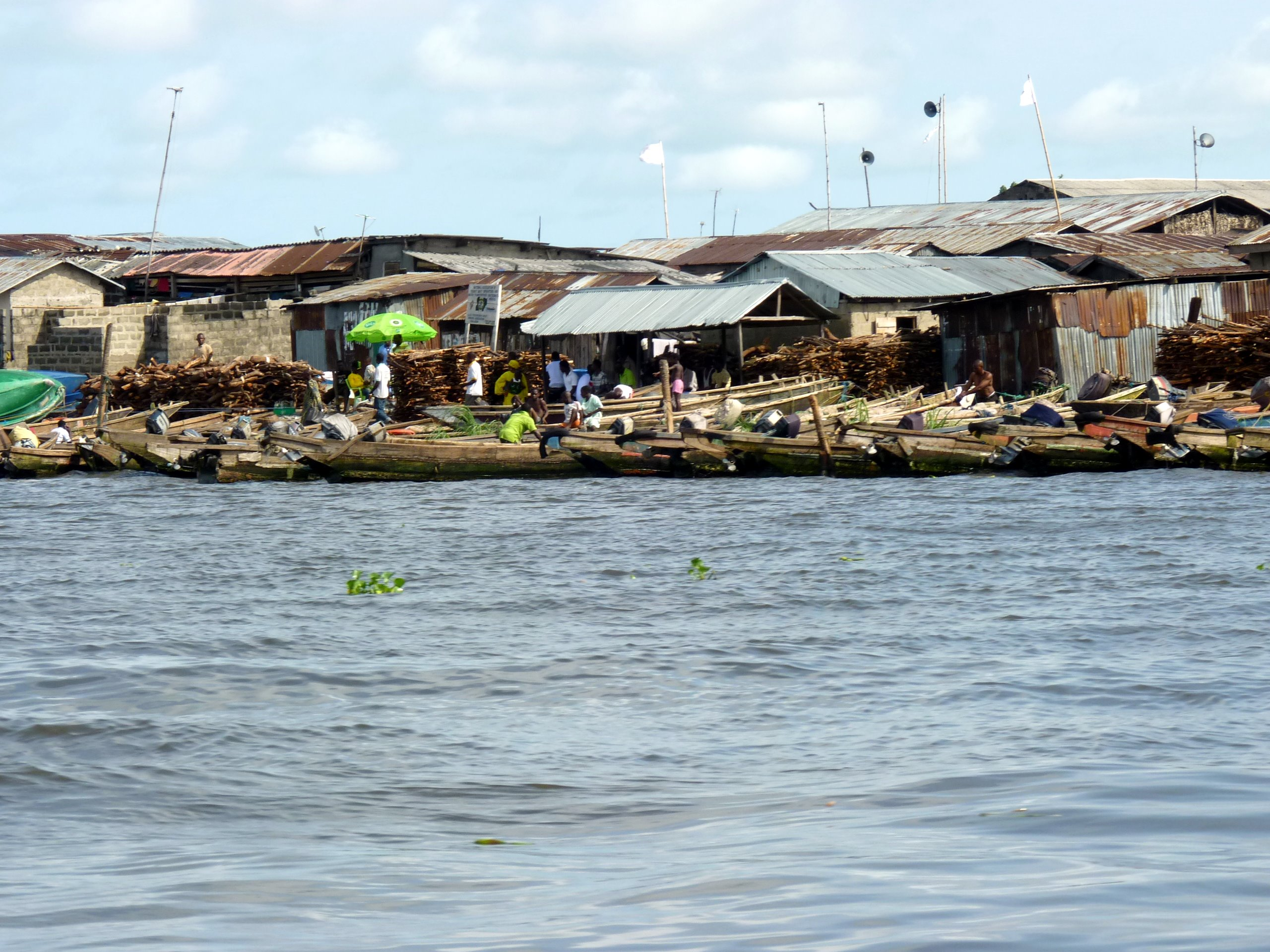
Makoko, 2010.
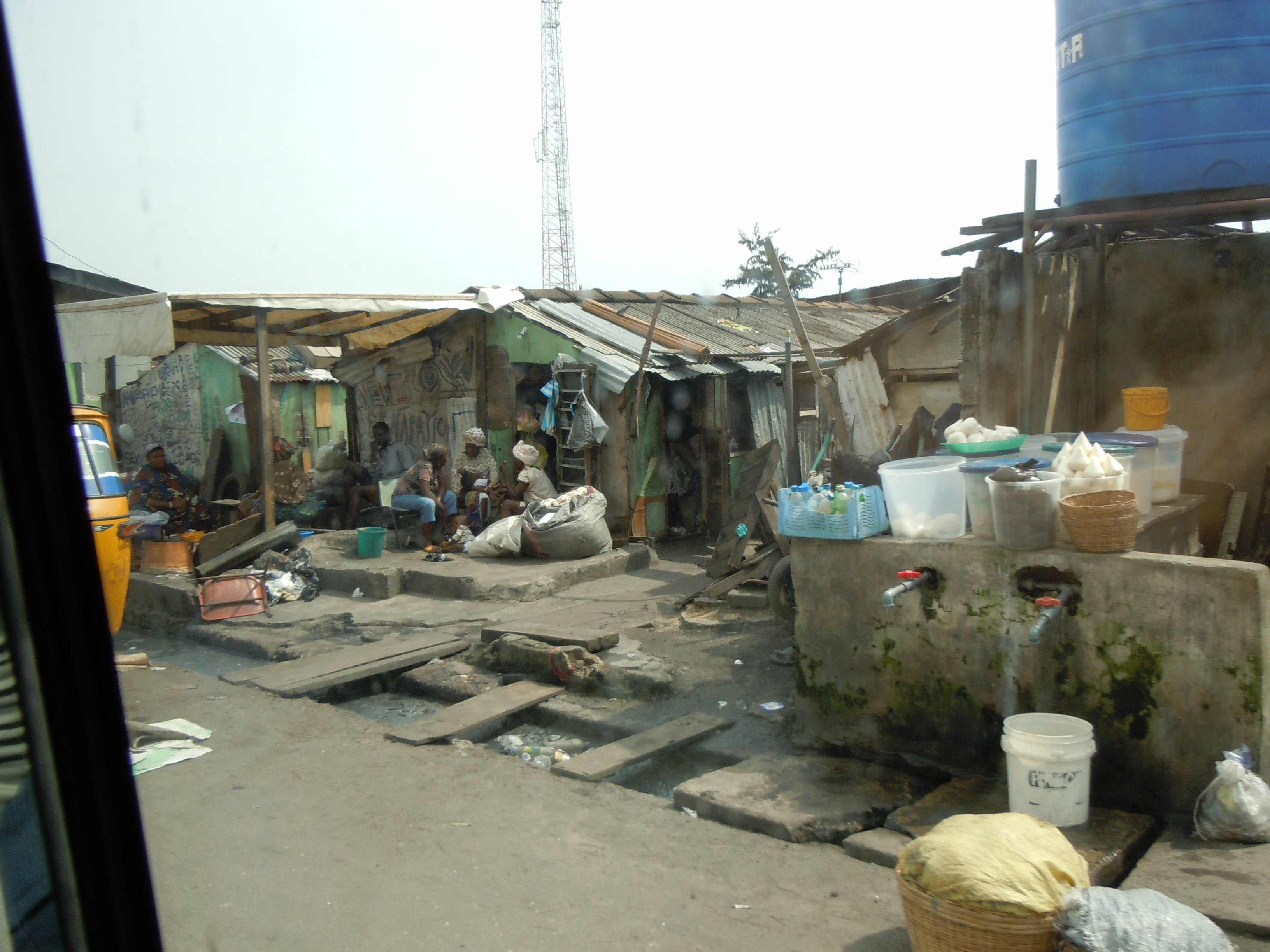
Distribution d'eau, égout laissé à l'air libre. Makoko sur la terre ferme 2 novembre 2010[44].
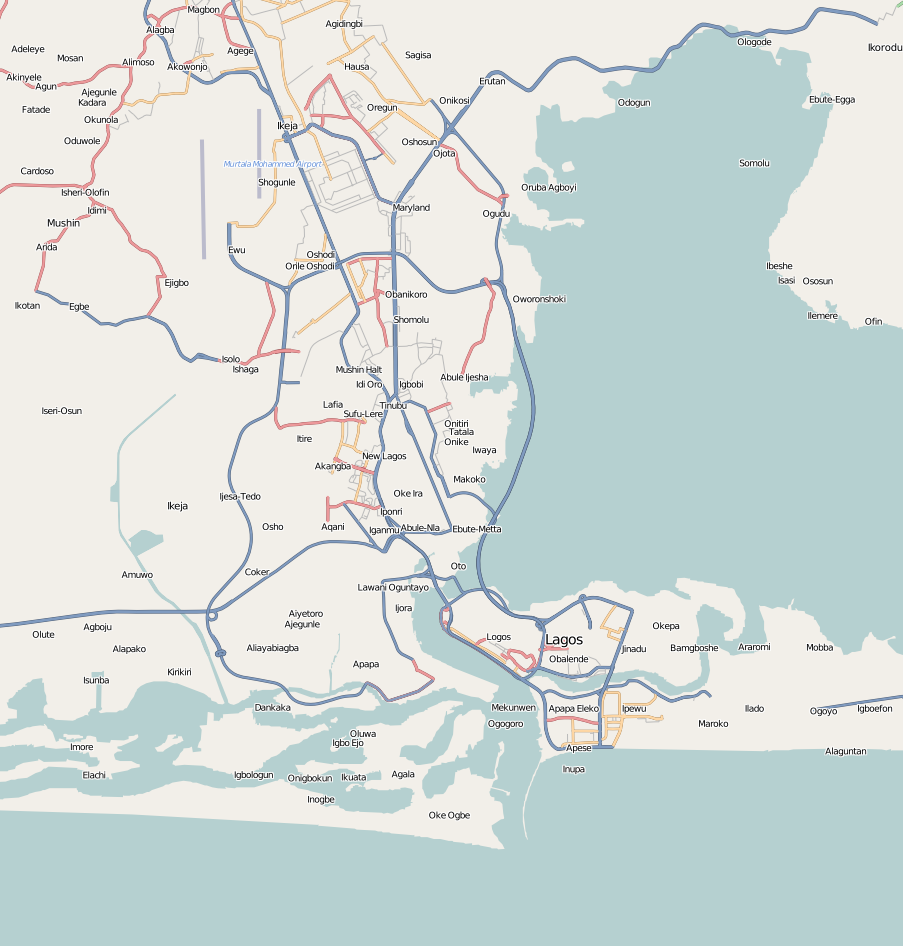
Lagos en 2010.
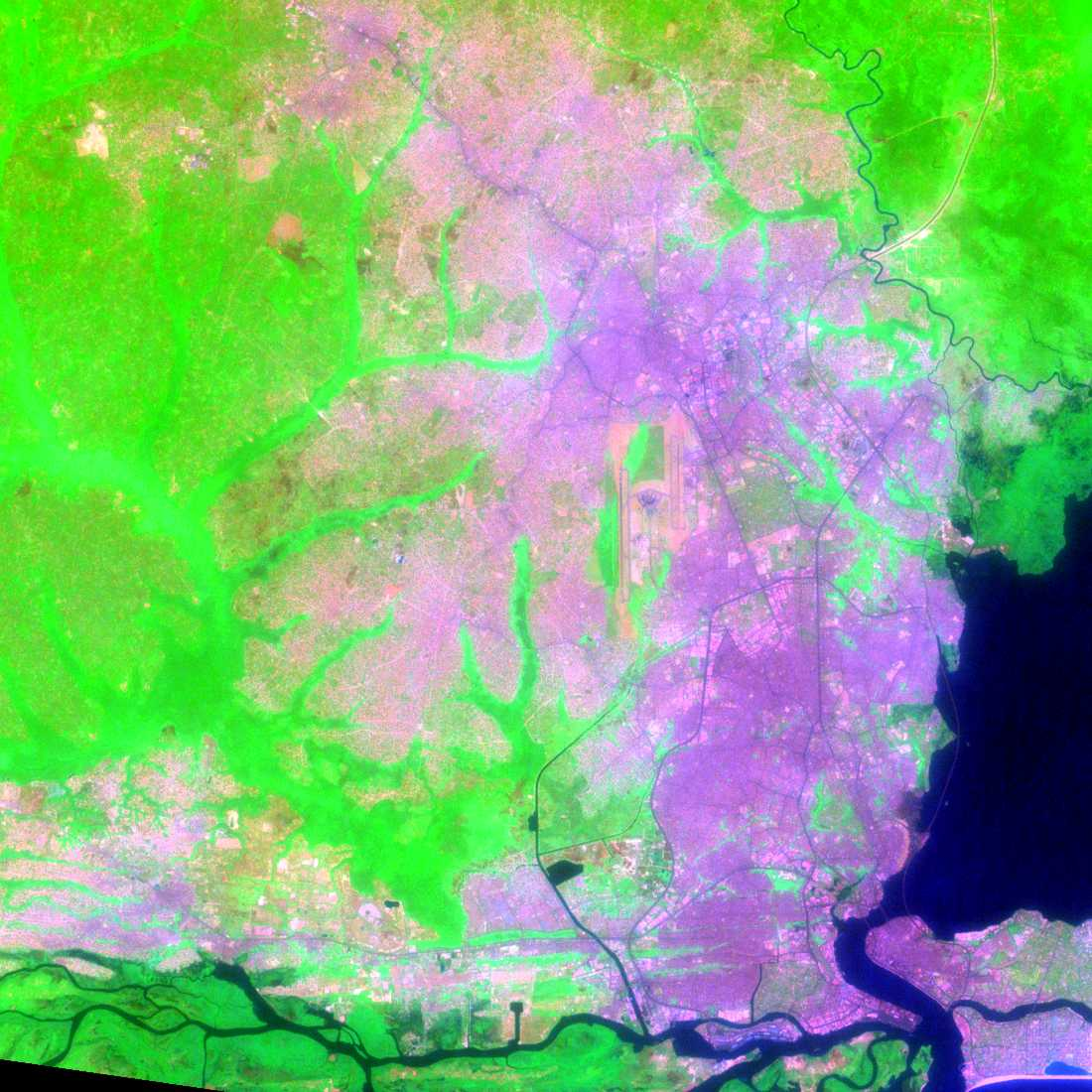
Image-satellite: Lagos, 2011.
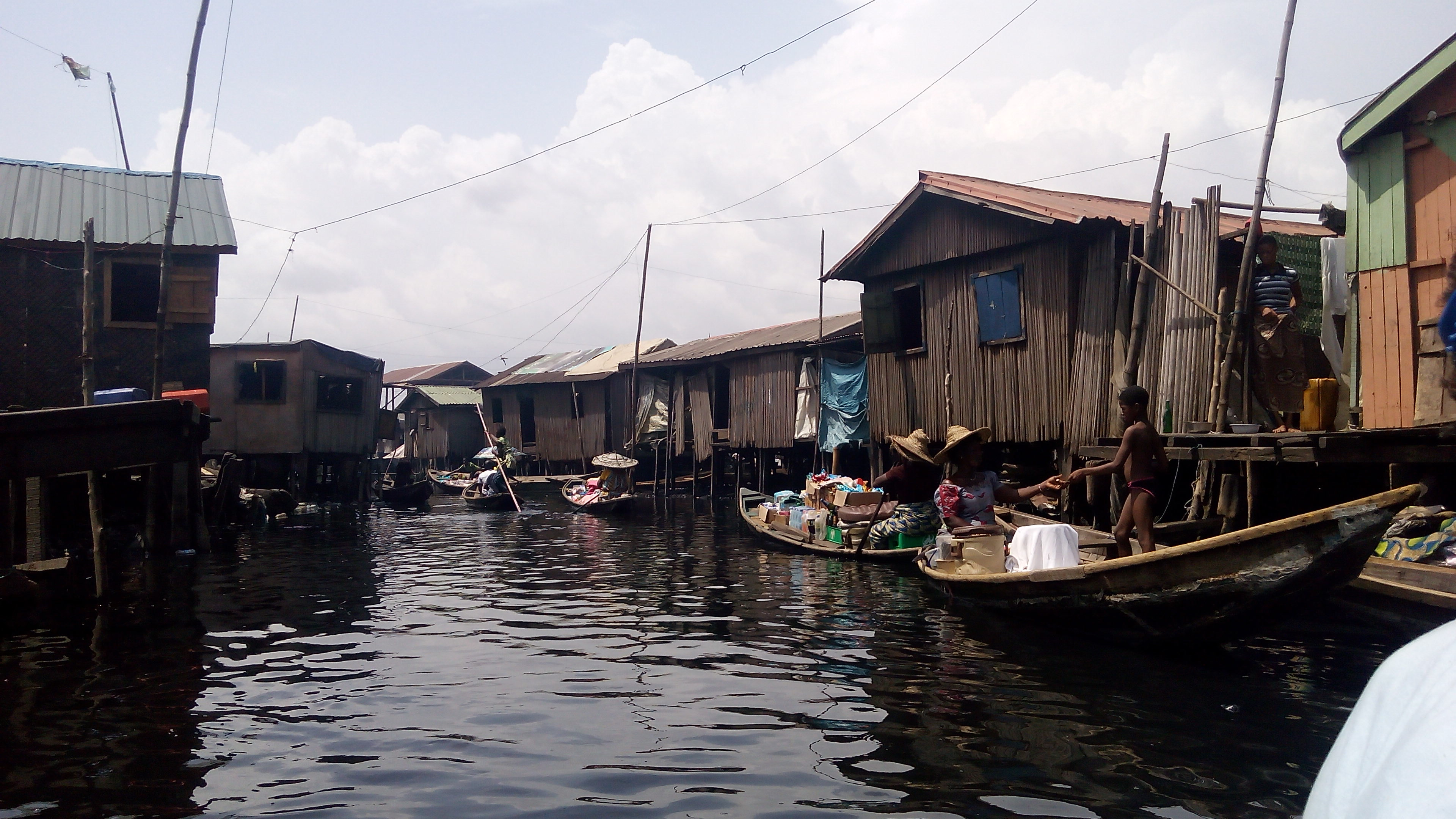
Makoko, 12 mars 2016.
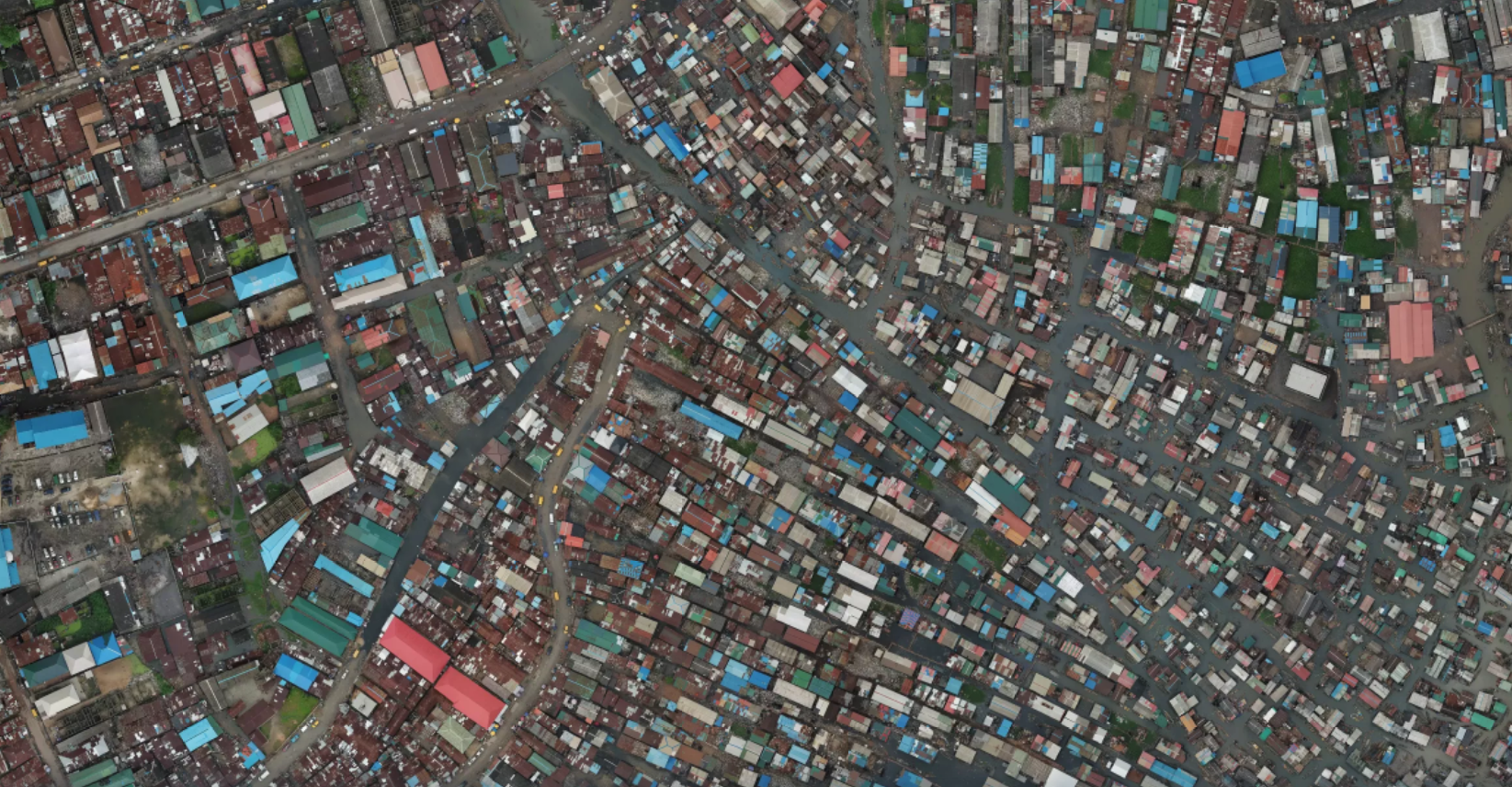
Makoko, 2019.
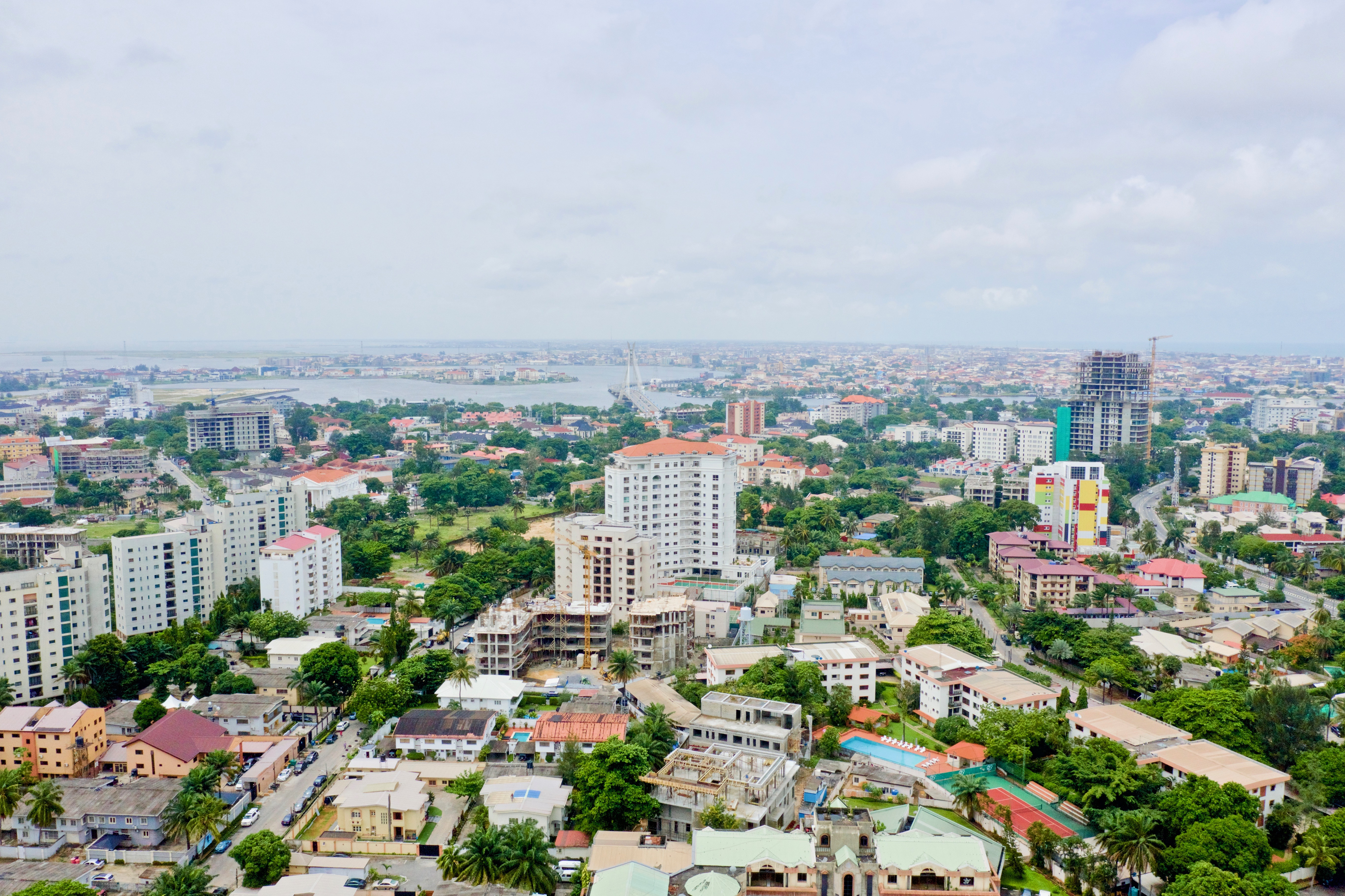
Quartier d'Ikoyi, juin 2019.
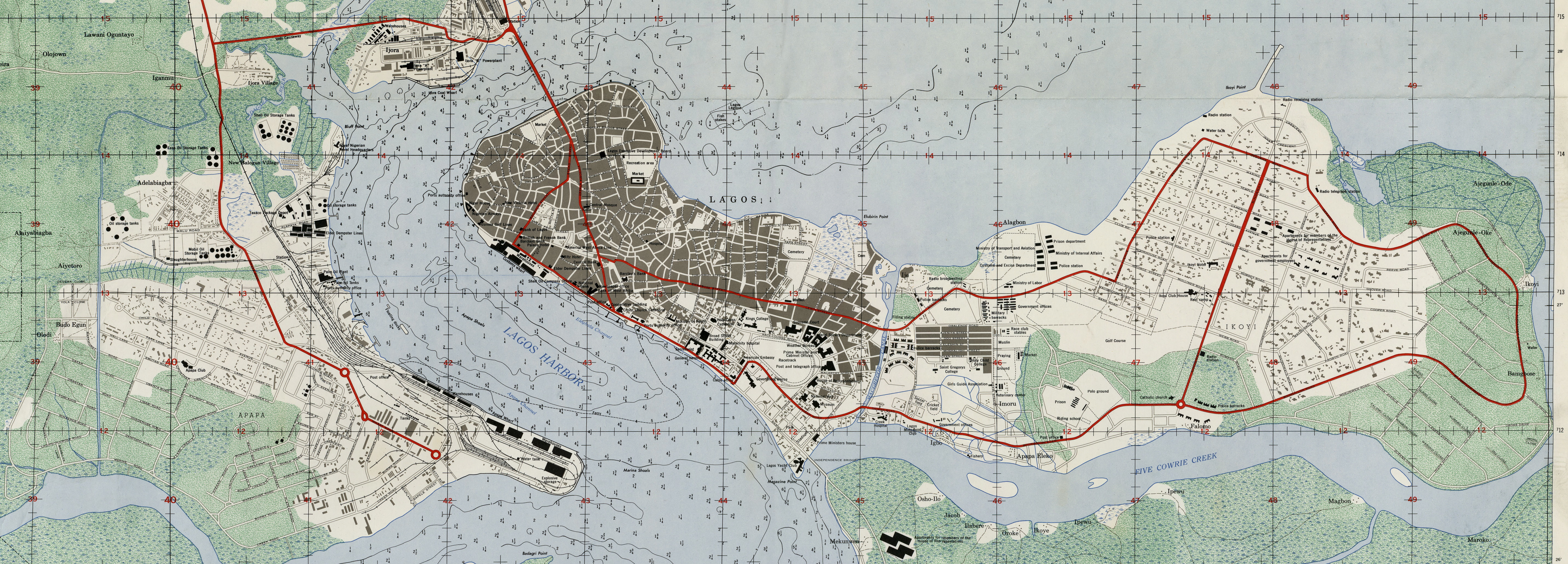
Au centre, île de Lagos, 1962. Site du gouvernement local. Quartier d'Ikoyi à droite.

#### Problèmes africains
L'étalement urbain qui concerne toutes les grandes villes africaines prend surtout l'aspect d'une « bidonvilisation ». L'étalement urbain très rapide a une telle ampleur qu'il met en péril toute possibilité d'un développement durable : développement urbain ni planifié ni maîtrisé, anarchique, aux effets socio-économiques et spatiaux désastreux. Tout d'abord, les services de base que doit assurer une ville pour ses habitants ne sont plus régulièrement assurés dans ces périphéries infinies, en l'absence d'infrastructures et de réseaux adéquats, notamment eau et assainissement, électricité, santé, éducation et transports en commun (seulement 18 % y ont accès). Seule la téléphonie mobile est suffisamment développée. La « bidonvilisation » concerne 44 % de la population de l'Afrique sub-saharienne et, comme le déficit en logements s'aggrave, ces quartiers comptent également des populations qui viennent des anciennes classes moyennes, devenues sous-payées. D'autre part, les capitales drainent parfois 20 à 40 %, voire plus de la moitié de la population urbaine du pays. Mais ces métropoles en viennent à capter une proportion bien plus élevée des investissements urbains consentis par les gouvernements. L'écart se creuse donc entre ces métropoles et le reste de leur pays, et aucun investissement n'est orienté vers les bidonvilles qui s'étalent où ils peuvent.
En Afrique du Sud, durant la période de l'Apartheid, la relégation des populations noires en dehors des villes a amené à la création des townships, comme Soweto situé à 15 km au sud-ouest de Johannesburg, devenus de véritables bidonvilles au fil du temps. Cette question de l'accession des plus pauvres à la propriété était une promesse de l'ANC depuis longtemps, en tout cas depuis 1955, dans la Charte de la liberté. Lors de l'accession de l'ANC au pouvoir, en 1994, elle a donné lieu à la création de vastes zones construites, à travers le programme Reconstruction and Development Program (RDP), qui a donné de petites habitations aux plus pauvres, baties sur les terrains les moins chers et, en conséquence, à proximité des townships, donc loin des centres-villes et des lieux de travail. Malgré cela, les constructions précaires ont continué à se multiplier. En effet, la demande pour avoir droit à ces petites maisons, pourtant jugées trop petites, génère d'interminables listes d'attentes, ce qui renforce au sein de la population un très fort ressentiment contre la corruption et contre l'ANC.
Au Nigeria, l'État de Lagos envisage de construire ex nihilo un vaste quartier luxueux et isolé, baptisé Eko Atlantic, une enclave privée située sur une île artificielle devant Victoria Island. Le trafic entrant et sortant doit être contrôlé par l'unique voie d'accès avec la terre ferme (un accès par la mer est aussi possible par un grand canal intérieur). Cet immense projet de 10 km2, prévu pour accueillir 150 000 emplois et 250 000 résidents et fortement promu par les médias internationaux, demeure en 2020 et depuis plus de 10 ans une immense zone à aménager, bordée d'habitat informel.
Le réchauffement climatique en Afrique est plus grave qu'ailleurs. L'augmentation des précipitations de mousson dans l'Ouest (depuis les années 1980) et des cyclones tropicaux dans l'Est sont constatés. Les régions côtières sont particulièrement exposées, le golfe de Guinée concentrant dans des villes du littoral, concernées par l'étalement urbain, 80 % de l'activité économique des pays concernés. Les inondations côtières liées à l'élévation du niveau de la mer associée aux évènements extrêmes interviendront plusieurs fois par an (à +1,5 °C). Le seuil de dangerosité du stress thermique humide (moist heat stress) « va être dépassé une majorité de l'année dans les pays tropicaux ».

#### Transports
Par ailleurs, la congestion des transports liée à l'étalement urbain chaotique, le vieillissement du parc automobile, la mauvaise qualité des carburants entraînent une pollution de l'air qui affecte très durement les habitants des villes africaines, et pour citer un exemple précis, les trois principales villes du Bénin, Cotonou, Porto Novo et Parakou. Le partenariat « Mobilise Your City » lancé en 2015 lors de la COP21 a participé à l'élaboration d'un plan de mobilité durable au Cameroun. Dans le cas de Douala il préconise, dans un premier temps, de classer l'hyper-centre en zone réglementée, d'aménager des centres de distribution urbaine (liens entre chargeurs, grossistes et commerçants) et des lieux de stockage pour l'approvisionnement quotidien, ce qui aurait un effet sur l'air ambiant et sur la consommation de gasoil. L'idée de partage des voies (entre le fret et la logistique urbaine, les modes doux et les transports en commun) devrait aboutir à un réseau intégré à Douala. Pour atteindre de tels objectifs il apparait nécessaire de s'appuyer sur l'existant et d'élaborer cette planification en tenant compte du contexte et non de plans élaborés "hors sol". Mais cette vision, « Mobilise Your City », relève d'un idéal de transition par le "développement durable", une notion qui fait l'objet de critiques bien argumentées.

#### Croissance des bidonvilles
L'étalement urbain en Afrique a entraîné la dégradation des ressources naturelles et de la biodiversité sur d'immenses territoires qui alimentaient les villes. La déforestation, l'occupation anarchique des zones humides, le remblaiement des bas-fonds servant d'exutoires naturels au système, tout cela conduit, entre autres choses, à la quasi-disparition de tout espace vert. Au Nigeria, dont la population urbaine a subi une augmentation de 227% en 58 ans (1960-2018), le cas de Lagos est explicite où il ne reste plus que 3 % d'espace vert dans tout l'espace urbain. Les populations des bidonvilles, en particulier à Lagos, sont particulièrement exposées par des projets immobiliers qui forcent au « déguerpissement » par la violence sur les quartiers de Makoko, d'Otodo Gbame et d’Illubirin. Enfin, le réchauffement climatique est un danger d'une autre nature, Lagos étant sur pilotis et le niveau des océans devant continuer à monter.

#### Réchauffement climatique et bidonvilles
Enfin, le réchauffement climatique actuel fait peser un risque « extrême » sur deux tiers des villes africaines, car elles manquent déjà de services de santé et de systèmes d'atténuation des catastrophes adéquats et ont des populations très vulnérables. À mesure que la population continuera d'augmenter la pression exercée sur les services essentiels s'intensifiera. Huit villes africaines figurent ainsi parmi les dix villes les plus à risque au monde,. Pour toutes les populations à risque des bidonvilles africains, la coïncidence de fortes températures et d'humidité sera une menace supplémentaire.

#### Réhabilitation des bidonvilles
Au Kenya, à Nairobi (bidonville de Kibera) et dans d'autres ville kényanes la Banque Mondiale, l’AFD et le gouvernement kényan ont lancé depuis 2011 le plan KISIP pour réhabiliter les bidonvilles. Les habitants sont consultés, la concertation étant nécessaire que ce soit pour l’architecture, le choix des matériaux de construction des nouveaux bâtiments et le positionnement de l’éclairage public dans les nouvelles artères de circulation afin d’améliorer la sécurité. Ainsi les habitants préfèrent abandonner l'asphalte au profit des pavés, qui absorbent mieux les fortes pluies dont l'intensité s'accroit avec le réchauffement climatique. La deuxième phase de ce projet -en cours d'élaboration en 2020- vise, en particulier, le traitement des déchets.

#### Représentation des bidonvilles
Au Ghana, le « profilage » des bidonvilles est effectué par la Fédération ghanéenne des urbains pauvres. Il va de la simple collecte d'informations de base auprès de l'administration à celle d'informations plus fines auprès des communautés d'urbains pauvres par des groupes de discussion et des enquêtes de terrain : infrastructures (eau, égouts, drainages, routes, élimination des déchets), revenus, santé, sécurité… Cela permet de donner une conscience de soi et une visibilité à ces communautés. Ces profilages peuvent être utilisés pour obtenir des fonds pour améliorer leur vie quotidienne (éventuellement en fonction d'un degré d'urgence comparé entre les situations à l'échelle régionale). Cette fédération a permis de trouver des alternatives aux expulsions et de dialoguer avec l'État et les autorités locales pour d'éventuels relogements.

### Banlieues et villes compactes au Japon
L'extension spectaculaire des banlieues au Japon a fait l'objet d'études, récemment, sur Osaka (en 2008) et sur Tokyo (en 2019). Cette extension, à Tokyo et surtout depuis les années 1920-1930 est directement dépendante de l'initiative prise par les compagnies de chemin de fer privées dès les années 1910-1920, qui font jaillir de terre les premiers lotissements pour une vie à la campagne, par hygiénisme et avec leurs parcs et attractions pour le plaisir. Cette étude montre le rôle ambigu de l'Organisme public du logement, Kôdan, en 1955. Après avoir organisé, dans les années 1960-1970 la construction à grande échelle et à moindre coût de grands ensembles (villes nouvelles en cité-jardin et danchi, ensemble de barres) pour des travailleurs pauvres, les années 1980 le voient s'orienter vers des personnes plus solvables, pour le même type d'immeuble. Or le stock de logements vides (13 % en 2019) ne cesse de croître, car « loin, cher et étroit » en raison de la recherche de rentabilité à tout prix que poursuit l'organisme. L'étude évoque aussi les conséquences du séisme de 1995 à Kobe et de l'accident nucléaire de Fukushima (2011) et, en conséquence, « l'inadaptation de la ville-objet-de-consommation au territoire », soumis aux séismes, au volcanisme, aux tsunami. Tout au long de l'ouvrage, l'autrice relève le problème récurrent, dans ces villes nouvelles ou dans les logements provisoires palliant des catastrophes, des personnes isolées, dont les personnes âgées.
Au Japon, pays dont la population vieillit, en particulier dans les zones pavillonnaires, on voit apparaitre des stratégies de ville compacte (compact city) depuis la fin des années 1990, par réaction à l'étalement urbain des années 1980, à la baisse quantitative et au vieillissement de sa population. « Sept millions de japonais vivraient [en 2018] dans des « déserts de services » : trouver des aides sociales et des produits frais serait difficile au point de nuire à leur santé ». L’existence de nombreux logements vacants, voire abandonnés, augmente les risques dans ces quartiers. Le concept en place en 2015 intègre la ville compacte aux transports en commun, Compact City + Network. Il s'agit de créer et/ou rénover des quartiers, attractifs, denses, « villes et communautés durables » à deux niveaux : des « villes-noyaux » (avec emplois et équipements) et des centres secondaires (offrant les services indispensables au quotidien et bien desservis par les transports collectifs locaux). Ces centres sont qualifiés de Zones d’attraction des fonctions urbaines. La ville de Toyama sert d'exemple le plus avancé en 2018. L'objectif est, en général, de réduire la dépendance à la voiture et de créer plus d’occasions de sorties pour les seniors, tout en améliorant la proximité des services indispensables et l'attractivité pour les plus jeunes. L'architecture innovante, le développement des réseaux et les transports de tous types (tramway, bus, vélo-partage) offrent ainsi une chance les entreprises concernées.

## Processus

### Fonctionnement
Les déterminants économiques de l'étalement urbain : les spécialistes des études foncières, comme Joseph Comby et Olivier Piron, urbanistes, ont montré que « beaucoup des ménages s’installent dans le périurbain pour se rapprocher de leur travail, à savoir les nouveaux pôles d'activités économiques de périphérie. Prendre en compte le coût de leurs déplacements vers le centre-ville n’a aucun sens ».
La principale motivation des personnes choisissant ce mode d'habitat est d'échapper au coût élevé, parfois prohibitif, du logement urbain, en raison essentiellement de la forte demande pour les quartiers centraux. Choisir les banlieues permet souvent, pour le prix d'un appartement en ville, l'achat d'une maison plus vaste avec jardin. Une autre motivation importante est le choix d'un cadre de vie plus agréable car plus proche de la campagne, plus calme, et qui permet d'échapper à l'« entassement urbain », qui serait source de stress et d'agressivité. La ville a souffert de son image négative et en souffre encore, malgré les nettes améliorations du cadre de vie en ville. Cependant, le bénéfice induit par le coût plus faible du logement est réduit par les coûts entraînés par l'éloignement. Deux voitures par foyer sont quasiment indispensables dans les zones pavillonnaires, elles représentent à long terme une part très importante du budget familial.
Le principal inconvénient est l'éloignement du lieu de travail (le télétravail n'ayant pas encore permis de remplacer significativement et efficacement la concentration physique des individus dans des locaux afin de produire une activité économique collective), qui provoque les migrations pendulaires et les embouteillages, sans compter l'effet écologique d'un tel développement. Selon Olivier Razemon, les RER métropolitains ne sont utiles que si des mesures de lutte contre l'étalement urbain sont prises concomitamment.
Vivre dans le périurbain est parfois présenté comme une obligation, exercée par la pression du prix du foncier urbain. Mais pour Jacques Lévy c'est un choix libre, puisque l'économie réalisée par un prix foncier moins élevé est compensée par les coûts entraînés par les déplacements. Il distingue deux profils d'habitants. le premier, les « allophiles », souhaitent cohabiter avec des personnes différentes d'eux-mêmes. S'y opposent les habitants "allophobes", qui souhaitent habiter avec des personnes qui leur ressemblent. Selon lui l'étalement urbain est dû aux "allophobes", qui quittent la ville, territoire hétérogène, pour des périphéries plus homogènes.

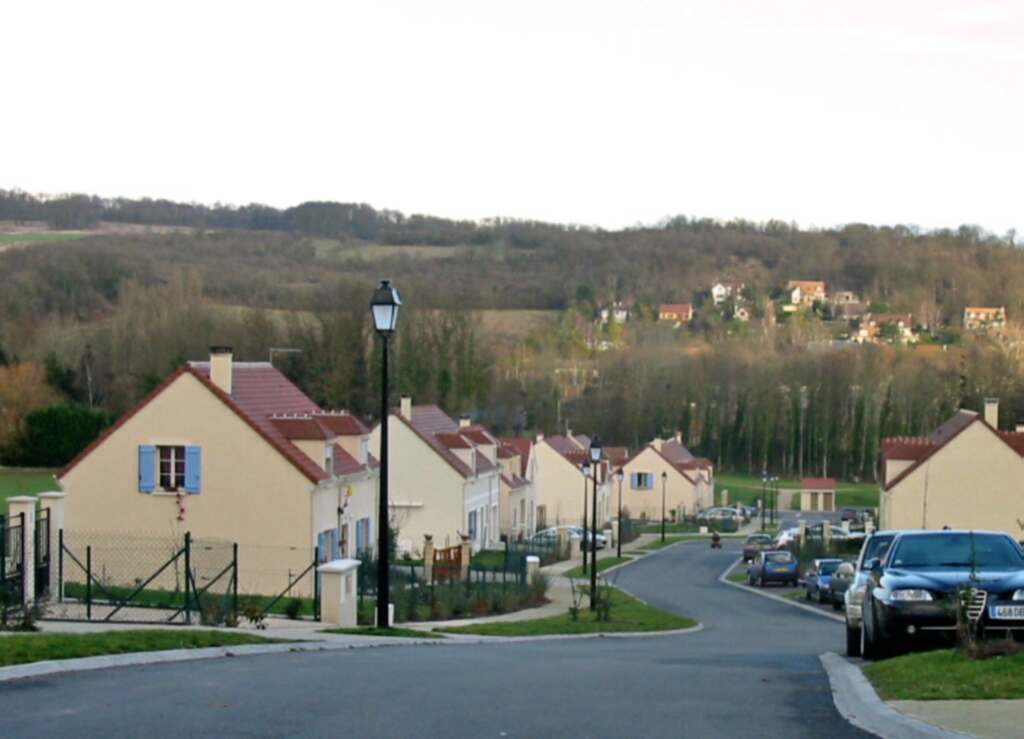
Lotissement pavillonnaire périurbain à Maule dans les Yvelines (France).

L'étalement urbain peut être mis en parallèle avec le développement du parc automobile et des infrastructures routières, de zones d'activités commerciales et industrielles, qui nécessitent des surfaces importantes et qui sont rejetées des centres-villes à la fois à cause du coût de l'immobilier et du fait du rejet de certaines nuisances liées à ces activités.
S'agit-il en fait d'un concept ou plutôt d'un constat lié à plusieurs phénomènes, tant individuels que collectifs ? Il n'y a pas eu rationalisation, mais plutôt tendance naturelle, que les discours sur la maîtrise n'ont pas enrayé :
- à titre individuel, la volonté de bénéficier des services de la grande ville sans en supporter les contraintes, la difficulté de choisir un logement proche de son travail alors que l'on travaille à deux ou plus et que les mobilités professionnelles rendent vite caduc le premier choix, suivant l'âge des enfants, le souhait de leur offrir des espaces de calme et de verdure ;
- à titre collectif, l'attraction des métropoles et donc les besoins d'expansion, le souhait des communes de la périphérie de bénéficier aussi de l'apport de population qui permet de maintenir écoles et services de base, enfin l'absence claire de politique cohérente et de limites fermes à l'extension de la ville (absence largement liée à la faible densité réelle ou supposée du territoire).

### Mesurer l'étalement urbain
Il existe différentes manières de mesurer l'étalement urbain. Il est possible d'analyser l'évolution de l'emprise du bâti, grâce à des cartes ou à des photographies satellitaires, pour observer un scénario de diffusion de l'urbain. Il est aussi possible de « mesurer le rayonnement ou l'attractivité des centre historiques et des villes nouvelles », ce qui ferait apparaître une population dispersée et des emplois compactés et cas d'étalement urbain. Pour Eric Charmes l'étalement urbain peut se calculer grâce à « un ratio entre la surface urbanisée et le nombre d'habitants de cette surface ». Une autre méthode consiste à observer l'évolution du nombre de résidences principales autour des villes, une augmentation significative et continue observée lorsque l'on s'éloigne de la ville centre pouvant révéler une situation d'étalement urbain. Il est aussi possible d'observer la distribution des densités par rapport à la superficie totale, la fragmentation du tissu urbain, le nombre de poches de fortes densités dans la commune. Ainsi l'étalement urbain n'a pas une mesure précise, mais différentes méthodes de mesure. Différentes données sont utilisées pour le quantifier, mais la plupart du temps elles sont utilisées seules, et non pas croisées entre elles. Pour Vincent Fouchier la densité doit être associée à la nature et à l'importance des déplacements quotidiens des populations. La plupart des spécialistes s'accordent à dire qu'il faut, pour définir l'étalement urbain, utiliser un faisceau d'indices, et non pas un indicateur unique.

### Critique des mesures de l'étalement urbain
Est considéré comme périurbain un espace étant dans la continuité paysagère de l'urbain. Donc plus l'urbain s'étale, plus le nombre d'espaces périurbains augmente. Mais le géographe Jacques Lévy remet en cause cette définition. Pour lui, il faudrait prendre en compte la continuité des échanges (économiques et humains), plus que la continuité paysagère. Car selon lui, certains espaces éloignés entretiennent de très fortes relations d'échanges, et ont donc une intégration forte, tandis que certains espaces très proches entretiennent peu ou pas de relations d'échanges. Certaines communes seraient alors considérées, à tort d'après le géographe, comme des communes urbaines, alors que peu intégrées à l'urbain, et d'autres seraient considérées comme des communes rurales alors que très intégrées à l'urbain.
Jacques Lévy remet aussi en cause la classification de l'Institut national de la statistique et des études économiques (INSEE) qui exclut du monde urbain les communes n'appartenant pas à une unité urbaine, les considérant comme des « pôles ruraux ». Pour lui, le nombre d'habitants ne définit pas à lui seul l'urbanité d'une commune, il faut aussi inclure l'histoire de la commune. Selon Jacques Lévy, des espaces périurbains peuvent être considérés comme ruraux parce qu'ayant une faible urbanité, alors qu'ils ne correspondent pas aux critères mêmes de la ruralité, c'est-à-dire une « société organisée autour de la terre et de l'agriculture », voire que leurs réseaux et modes de vie sont similaires à ceux du milieu urbain.
L'utilisation de l'évolution de la densité des milieux et de l'accroissement démographique comme mesure de la progression de l'étalement urbain est critiquée parce qu'étant un indicateur unique, mais aussi parce qu'elles ne prennent pas en compte le fait que lors de l'arrivée d'un nombre important de nouveaux habitants l'ensemble du contexte territorial est modifié.

## Conséquences
Les gestionnaires de services d'intérêt général subissent une hausse des dépenses nécessaires à la construction et à l'entretien des réseaux (eau, gaz, électricité, lignes téléphoniques, transport de personnes, que ce soit des transports collectifs ou des routes, etc.). Ces dépenses ne sont pas à négliger, car elles ne sont pas liées à l'augmentation de la population, en croissance faible dans les pays occidentaux : l'essentiel des nouveaux réseaux sont établis pour desservir une population dispersée et peu dense, ce qui rend problématique à terme l'amortissement des dépenses, qui sont supérieures pour l'ensemble de la collectivité. Symétriquement, dans les territoires déjà urbanisés, la sous-utilisation croissante des équipements publics dégrade les conditions financières de leur gestion courante, de leur maintenance et de coûteuses mises aux normes.
L'étalement urbain est localement associé à la constitution de « villes dortoirs » et de fortes migrations pendulaires, ce qui demande de plus grands investissements en infrastructures routières, et de plus grandes dépenses énergétiques, ainsi qu’une plus grande pollution au gaz carbonique. De plus, l’augmentation de la surface de sols artificialisés augmente la gravité et la rapidité des inondations.
Au-delà de ces aspects techniques, l'étalement urbain peut occasionner une perte de naturalité, ainsi que de la ruralité, à la fois comme élément paysager et comme mode de vie.

### Effets sur la naturalité des paysages et les services écosystémiques
La périurbanisation contribue à la destruction de milieux et à la fragmentation écologique des paysages et de l'environnement nocturne (à cause de l'éclairage public qui accompagne les lotissements). L'étalement des lotissements, des espaces commerciaux et énergétiques aux lisières de zones naturelles ou protégées, menacent souvent leur intégrité et favorisent l'introduction de nouvelles espèces (éventuellement susceptibles de devenir invasives).
En Amérique du Nord, au début des années 2000, le réseau routier occupe environ 1 % de la surface des terres, mais on estime qu'il « altère » directement les structures et fonctions écologiques de 22 % de l'espace. « Là où la périurbanisation est rapide, la richesse et l’endémisme des espèces diminuent à mesure que la couverture urbaine augmente, menaçant la biodiversité. » La fragmentation écopaysagère menace d’extinction au moins 500 espèces aux États-Unis. « Elle procure également de nouveaux points d’entrée aux espèces invasives déjà introduites par d’autres moyens ».
La constitution de lotissements et maisons en lisière de forêts et prairies vulnérables au feu est un facteur d'augmentation du nombre d’incendies accidentels aux États-Unis[réf. incomplète]. Les feux et le drainage favorisent ensuite les espèces allogènes pathogènes des arbres, avec un coût croissant.
À titre d'exemple, aux États-Unis en 2000, les installations urbaines et suburbaines couvraient environ 126 000 km2 et le logement exurbain occupait sept fois plus de place (avec 11,8 % de tout le territoire américain). Les zones les plus touchées (début des années 2000) sont les zones rurales des Montagnes Rocheuses, les États du sud et la Californie. Aux États-Unis toujours, l’étalement croissant des ceintures urbaines augmente la fragmentation forestière, et la disparition de forêts et prairies ainsi que des sols agricoles, zones humides et d’autres ressources telles que les habitats naturels et la biodiversité ; sur 36 400 km2 construits de 1997 à 2001, 20 % étaient antérieurement des terres agricoles, 46 % des forêts et 16 % des pâturages (NRCS 2003). L'étalement urbain est une menace de plus pour la grande prairie du centre de l'Amérique du Nord, autrefois immense et devenue en deux siècles « l'un des écosystèmes les plus menacés, tant à l’échelle du continent qu’au niveau mondial ». Près de 50 % du recul des prairies de 1982 à 1997 aux États-Unis est dû au développement urbain .
L'imperméabilisation et le ruissellement urbain sont des sources de transferts de pollution et de moindre réapprovisionnement des nappes phréatiques[réf. incomplète]. La population rurbaine importe des véhicules tout-terrain dont les pistes contribuent aussi à la fragmentation écologique des milieux, à l'aggravation de l’érosion, aux nuisances (pollution sonore notamment) et à la pollution de l'air en particulier.
Les périurbains sont plus exposés à certains risques sanitaires (ex. : maladie de Lyme et autres véhiculées par les tiques, dont les populations sont en expansion).

### Entrave au développement durable
D'après l'Institut français de l'environnement (Ifen), 60 000 hectares de terres naturelles ou agricoles disparaissent chaque année en France sous l'effet de l'urbanisation. Les surfaces artificielles (routes, bâtiments, parkings, etc.) y augmentent trois fois plus vite que la population (la population a augmenté de 8 % de 1982 à 1999, les surfaces artificielles de 42 %). Dans certaines régions, les surfaces artificielles ont même doublé durant la même période ; ainsi du Pas-de-Calais, qui a connu une augmentation de 95 % des surfaces artificielles pour une croissance de quelques points de la population.
Avec l'artificialisation des sols (routes, zones d'activités économiques et commerciales, habitations individuelles plus vastes…), les biotopes (espaces agricoles, forestiers, pastoraux ou naturels) disparaissent, et avec eux la biocénose (faune et flore) qu'ils abritent. En conséquence, l'écosystème n'existe plus. Cependant, si l'étalement urbain contribue à la diminution de la biodiversité, il peut également l'entretenir par la préservation d'habitats spécifiques (comme les friches industrielles, zones humides, parcs et jardins) et de milieux aujourd'hui fortement menacés par la monoculture agricole tournée vers la céréaliculture et la culture d'oléagineux (comme les anciennes prairies de fauche et les pelouses sèches). Par ailleurs, les espaces urbanisés constituent un refuge pour certaines espèces animales. De nombreuses espèces aviaires cavernicoles nichent ainsi dans les cavités des vieux arbres et les bâtiments alors qu'elles peinent à trouver un habitat dans les campagnes. De plus, les espaces urbains et périurbains sont des zones refuges potentielles pour les pollinisateurs sauvages dont la population s'est fortement réduite ces dernières décennies du fait de l'intensification des pratiques agricoles (monoculture, homogénéisation végétale des paysages agricoles, usage de pesticides). Or, les pollinisateurs jouent un rôle clef dans la reproduction des plantes à fleurs et participent ainsi au maintien de la diversité végétale.
Outre la faune et la flore, les sols artificialisés nuisent à l'infiltration des eaux de pluie et favorisent le ruissellement, facteur d'érosion sur les terres — cultivées ou non — mitoyennes. L'étalement urbain peut ainsi entraîner la raréfaction — voire la disparition — de certaines espèces animales (comme la tortue d'Hermann ou certaines grenouilles) ou végétales. Le morcellement de l'habitat naturel, qui peut constituer une barrière aux flux de gènes entre les différentes populations d'une même espèce, peut ainsi être à l'origine d'une réduction de la diversité génétique.
Par ailleurs, le coût énergétique de ce type de développement est élevé, du fait de l'accroissement des déplacements qu'il induit et de la plus grande difficulté à chauffer et isoler thermiquement les constructions de faible densité qui accompagnent l'étalement urbain.
L'étalement urbain est souvent lié à la spécialisation fonctionnelle des espaces (séparation sur le territoire des fonctions de logement, d'emploi et de service) et à la ségrégation spatiale (embourgeoisement du centre-ville, périurbanisation des classes moyennes et « ghettoïsation » des classes les plus pauvres). La combinaison de ces phénomènes est fortement génératrice d'émissions de gaz à effet de serre, en particulier parce qu'elle a pour conséquence d'augmenter la mobilité locale (réalisée dans un rayon de 80 km autour du domicile). Ces évolutions entraînent également une augmentation de la vulnérabilité des territoires aux changements climatiques via la fragilisation de la biodiversité et la réduction des espaces agricoles, alors même que leur préservation est essentielle pour maintenir une capacité d'adaptation, ou encore via l'augmentation des risques d'inondation par l'artificialisation des sols.
Le développement durable est ainsi difficilement compatible avec les contraintes du périurbain en termes de déplacement et de consommation d’espaces ainsi que des nuisances qu'il apporte. Des solutions ont toutefois été envisagées et parfois mises en œuvre comme à Grenoble avec l’Écoquartier de Bonnes qui en induisant une mixité d’activités dans le quartier limitant les déplacements ainsi qu’une densification de celui-ci réduisant la consommation d’espace cherche à répondre aux besoins du développement durable. Par ailleurs, les espaces périurbains sont des lieux où peuvent facilement se développer les réseaux d'énergie renouvelable et les circuits courts alimentaires, du fait de leur faible densité et de la proximité des exploitations agricoles. "Il apparaît donc assez impropre de souligner à l’excès le caractère incompatible ou contradictoire du périurbain avec l’émergence de nouvelles normes sociales à propos de l’environnement".
En plus des aspects environnementaux que touche l'étalement urbain, les deux autres piliers du développement durable sont aussi concernés. Pour certains économistes la diversité se trouve dans la densité et la présence d'espaces publics, dans les villes compactes donc, rendant ces espaces plus productifs que les autres. L'étalement urbain serait donc une opposition au principe de la productivité. Enfin l'étalement urbain entraînerait un manque, voir une absence, de mixité sociale. Pourtant sans mixité sociale il semble difficile d'atteindre la cohésion sociale recherchée par le développement durable.

### Effet sur la ruralité
Presque partout dans le monde, en périphérie des villes, la population rurale tend à être remplacée par des « rurbains ». Par exemple, au Canada, l'étalement urbain a été la cause majeure de l’augmentation de la population rurale de 1991 à 1996, en particulier à l’Ouest. Aux États-Unis, de 1990 à 2000, la population « exurbaine » des 22 États situés à l’ouest du fleuve Mississippi a augmenté de 17,3 %[réf. incomplète]. La croissance de la population dans la vallée centrale de Californie, qui fournit un quart des produits alimentaires du pays, menace dorénavant des terres agricoles.
En France, la Fédération Nationale des SAFER avertit le 24 mai 2007 que les espaces ruraux sont encore considérés comme le réservoir de l'extension urbaine[réf. nécessaire]. Dix ans plus tard, l'(Agence de l’environnement et de la maîtrise de l’énergie (Ademe) considère que « l'étalement urbain consomme encore 54 000 hectares de terres, essentiellement agricoles, chaque année ».
La présentation du nouveau zonage de l’INSEE en octobre 2011, dans lequel l’« espace à dominante rural » disparaît a été considérée par certains comme la preuve symbolique de la mort de la « ruralité », en lien avec l’étalement urbain. D’abord, la rurbanisation des espaces ruraux entraîne un changement dans les fonctions résidentielles des communes rurales qui perdent ses aspects agricoles. Ensuite, la périurbanisation s’accompagne en plus de l’implantation d’équipements et d’activités contribuant au système urbain au détriment du monde rural.
Si l’étalement urbain entraîne une tension entre les différentes visions du territoire des ruraux et des nouveaux arrivants, celle-ci s’explique notamment par une méconnaissance des citadins de la cohérence territoriale des espaces ruraux. Soumis donc à la pression périurbaine, ces espaces, possédant une cohérence sociale et économique et un ensemble de valeurs attachés au monde rural, se transforment par à-coups. Ces transformations s’opèrent donc de façon brusque, en fonction des besoins spatiaux d’une population issue d’une économie tout à fait différente, celle de la ville. Le parcellaire des villas ou la toponymie demeurent au même temps que le paysage et les coutumes se dénaturalisent.

### Étalement urbain et tourisme
Il existe une forme d’étalement urbain qui ne ressemble pas et n’a pas le même but que l’étalement périphérique des villes. Il s’agit des stations touristiques. L’urbanisation des lieux touristiques nécessite le développement d’un bâti harmonieux avec l’histoire architecturale et la cohérence paysagère des régions concernées.
On distingue deux périodes où se sont développées les stations touristiques. La première s'étend de 1800 à 1914, qui coïncide avec le début du tourisme et donc la création des premières stations touristiques. Une population riche et urbaine souhaite vivre des moments de vacances dans des cadres plus beaux et plus agréables que les villes où ils résident. Certains lieux dans des cadres privilégiés comme les littoraux ou la montagne, voient donc leurs activités, leurs populations et leurs bâtis changés pour devenir les bases des stations balnéaires ou de ski qui existent aujourd’hui. Des petits villages de pêcheurs comme Saint-Tropez sur la côte d’Azur, Deauville-Trouville en Normandie ou Le Touquet rebaptisé le Touquet Paris-Plage au début du XXe siècle, deviennent des lieux prisés par la haute société. Des villages de montagne comme Chamonix deviennent des stations de sports d’hiver fréquentées par une population aisée mondiale. Les premières résidences secondaires et les infrastructures touristiques apparaissent dans ces stations destinées aux classes supérieures.
La seconde période, de 1914 à nos jours, voit le développement plus globalisé de certains littoraux et des montagnes, car une part de la population de plus en plus importante peut se permettre de partir en vacances. L’étalement urbain est donc très important par exemple sur la côte d’Azur en France ou la Costa Brava en Espagne, où presque la totalité du littoral est surchargée par les constructions d’hôtels, d’immeubles et de résidences secondaires.
Le 15 octobre 2007, l'Institut français de l'environnement (Ifen) a indiqué qu'entre 1990 et 2000, trois fois plus de terres avaient été « artificialisées » dans les communes littorales que dans la moyenne du pays, surtout dans la zone comprise entre 500 mètres et 2 000 mètres de la côte. L'Ifen ajoutait que la construction de logements avait plus que doublé depuis 1990.
Cette artificialisation des terres littorales est disparate selon les régions du littoral. Ainsi la côte de la mer du Nord est fortement urbanisée et artificialisée en raison d’une très forte spécialisation dans les transports maritimes et les activités associées. De même la côte méditerranéenne l’est également mais principalement du fait du tourisme et de l’économie résidentielle. Les côtes du littoral breton demeurent encore relativement préservées en revanche même si l’artificialisation due à l’étalement urbain commence à les toucher[réf. incomplète]. Le tourisme a ainsi conduit dans les zones littorales du sud à un fort étalement urbain afin d’assurer le logement des touristes mais également leurs activités : structure commerciale orientée vers la satisfaction des besoins des touristes, aménagements urbains (fronts de mer, centres commerciaux, palais des congrès…).
Cette artificialisation des littoraux en partie due aux besoins de l’activité touristique crée des tensions sur le littoral tant au niveau paysager, qu’au niveau de l’écosystème et même de l’égalité au sein du développement des territoires. En effet, l’artificialisation entraîne, en premier lieu, une transformation le plus souvent destructrice de milieux d’une grande diversité. Ce sont les zones humides, dunes, landes, garrigues et maquis, forêts, mais aussi plages et lido… des espaces qui abritent une importante biodiversité animale et végétale. Cette artificialisation est toujours extrêmement pénalisante pour la conservation de l’environnement. Le conservatoire du littoral tente de résoudre les problèmes notamment par l'instauration d'une loi littoral en 1986. En second lieu, l’artificialisation est créatrice de risques pour les populations et de vulnérabilité pour les espaces. En effet, depuis quelques dizaines d’années des données scientifiques concernant la montée du niveau moyen des mers à l’échelle planétaire font état d’une avancée du niveau de la mer. Ce contexte est donc défavorable aux implantations humaines à proximité même de la mer. Ceci peut avoir un coût économique en raison des dédommagements aux victimes, des rénovations de plages, de digues, etc. qui peut peser sur les comptes publics des territoires. Ce fut le cas des communes touristiques du sud-Vendée lors de la submersion marine due à la tempête Xynthia en 2010.
Cette vulnérabilité des littoraux urbanisés engendre également des effets néfastes pour le tourisme par un phénomène d’uniformisation dû au mitage des espaces agricoles et forestiers et surtout à l’étalement urbain, qui conduisent à l’uniformisation des côtes, où se développe une sorte de paysage périurbain universel. La Fédération nationale des SAFER alertait en 2004 en publiant un livre blanc intitulé La fin des paysages. « Il faut cesser de considérer la terre agricole comme une terre inutile ou inutilisée », expliquait-elle. La FNSAFER exposait que le pouvoir d'attraction touristique de la France (gastronomie, paysages, traditions rurales) ne peut pas se maintenir en même temps que la campagne s'urbanise et disparaît. Ce paysage uniformisé peut ainsi sembler moins attractif au touriste.

### Étalement urbain et ségrégation
On peut aussi s'interroger sur le phénomène de ségrégation de ce mode de développement et sur la faible mixité sociale au sein même d'un lotissement.
La ségrégation dans les zones d’étalements urbains et l’étalement en lui-même, ne sont pas nécessairement liées. Plus précisément « la question, très actuelle, de savoir si l’étalement freine ou accélère les processus ségrégatifs reste sans réponse actuellement » (en 2006).
L’étalement urbain aurait tendance à atténuer le coût du foncier. On pourrait donc penser que la ségrégation économique et sociale est plus faible dans ces zones qu’ailleurs. Mais en réalité le type de cadre de vie qu'offre l’étalement attire une population soucieuse de vivre dans un quartier homogène, entourée d’habitants partageant les mêmes envies sur leurs quartiers, à savoir un cadre de vie calme et plus agréable qu’un centre ville. Les zones périurbaines attirent donc des habitants aux mêmes caractéristiques, c’est-à-dire souvent des jeunes couples, des familles avec enfants et des retraités[réf. souhaitée].
Les lotissements pavillonnaires neufs sont souvent construits en très peu de temps et rapidement peuplés de foyers très similaires : jeune couple avec des enfants en bas âge ou projetant d'en avoir (peu de célibataires, de personnes âgées, de couples sans enfant). En effet, les couples ayant des enfants constituent plus d’un tiers des ménages dans l’ensemble des couronnes périurbaines et communes multipolarisées en France.
Ceci a de nombreuses conséquences, dont l’évolution des modèles familiaux, la cohabitation des jeunes ou le vieillissement des premiers arrivés. La composition des foyers dans l’espace périurbain évolue, donc. Si les parts de ménages retraités et de familles monoparentales restent inférieures à celles des pôles urbains, elles augmentent quand même progressivement. Au Japon, le vieillissement de ces populations pousse les dirigeants à offrir des zones d'habitat plus dense, disposant de services (alimentation, santé…) et reliés au centre-ville par des transports collectifs.
Le dégagement vis-à-vis des voisins et de l’espace public constitue un des éléments caractéristiques dans les espaces produits par l’étalement urbain. Or, si les liens sociaux au sein de l’espace de vie quotidien sont de moins en moins pris en compte, renforcé par l’importance généralisée donnée aux axes, nœuds et réseaux par rapport au quartier, un entre-soi résidentiel se développe. Celui-ci semble répondre à un souhait de vivre entre personnes partageant un ensemble de valeurs et de qualités communes. Le périurbain serait, pour certains auteurs, le lieu de la recherche d’un entre-soi protecteur par les classes moyennes fragilisées, encadré par les contraintes réglementaires publiques et privées qui contribuent à une ségrégation qui se développe sans besoin de dispositifs d’isolement, même si elle n’est pas aussi accomplie comme dans les communautés encloses.
Les gated communities émergent de plus en plus dans l’espace périurbain, généralement au sein du front d’urbanisation, là ou l’urbanisation s’est produite le plus récemment, notamment aux États-Unis ou en Amérique Latine.
Or, si l’espace périurbain accueille des espaces fermés destinés à des populations aisées, celui-ci est aussi perçu par certains auteurs comme un espace de relégation pour les classes populaires blanches obligées à partir des métropoles mondialisées. D’ailleurs, en France, le vote Front national serait plus prononcé dans cet espace, ce qui mettrait donc en évidence le repli sur soi déjà évoqué qui est revendiqué dans l’espace périurbain. Nombreux sont les auteurs qui mettent en cause cette essentialisation de l’espace périurbain : « les territoires périurbains sont trop vastes et trop variés pour être réduits à un vote » (E Charmes). D’ailleurs, si le taux de pauvreté est en 2012 de 16,1 % dans les grands pôles urbains français (villes-centres et banlieues), il n’est que de 8,8 % dans leurs couronnes.

### Étalement urbain et désertification des centres-villes
L'étalement urbain contribue également à la création de "la ville en dehors de la ville". Comme l'explique Olivier Razemon dans son ouvrage Comment la France a tué ses villes, paru en 2017, l'étalement urbain a amené à la création de zones commerciales en périphérie des villes. Ces zones accueillent les commerces et parfois même les services que l'on avait pour habitude de trouver jusqu'alors dans les centres urbains : commerces d'alimentation, d'habillement mais désormais également laboratoires d'analyse, coiffeurs et agences immobilières. Les villes en déclin urbain souffrent particulièrement de cette logique : certaines grandes villes comme Calais, Le Havre ou Saint-Étienne la subissent mais ce sont surtout les villes moyennes (Soissons, Carcassonne, Vierzon ou Saint-Brieuc) qui pâtissent du déclin urbain. L'étalement urbain a créé des zones excentrées, peu connectées à la ville par les transports en commun et sanctuaires de la voiture individuelle. La grande distribution a ainsi saisi l'occasion de créer une offre accessible facilement en voiture (grands parkings, services drive...) et regroupant le plus de commerces possible, minimisant ainsi les trajets. Les commerces de centre-ville sont alors délaissés, réputés trop éloignés, peu accessibles, ne disposant pas d'une offre satisfaisante ou trop chère. Olivier Razemon recentre donc le débat autour des moyens de transport et notamment le rôle de la voiture individuelle. Progressivement bannie des centres-villes parce que jugée trop polluante, trop bruyante, trop encombrante, la voiture individuelle est devenue indispensable à la vie périurbaine. Cette concurrence se traduit aujourd'hui par la désertification des centres-villes : les boutiques laissées à l'abandon faute de repreneurs lorsqu'elles font faillite présentent aujourd'hui des vitrines vides et des rideaux de fer baissés.

## Gestion de l'étalement urbain

### Évolution de la législation en France
En France, le législateur tente aujourd'hui de limiter le processus d'étalement urbain, surtout depuis la loi SRU (Solidarité et renouvellement urbain) du 13 décembre 2000. Les objectifs premiers de cette loi sont de lutter contre la périurbanisation et, en parallèle, de redensifier les centres-villes en favorisant notamment le renouvellement urbain. Cependant, la France compte encore de très nombreux projets d'urbanisation par étalement, au détriment des zones naturelles.
La législation française assigne aux acteurs publics locaux, notamment depuis la loi Grenelle II, la « mission d’assurer un contrôle effectif de la consommation de l’espace naturel, agricole et forestier ». Cette mission n’est accomplie que si ces acteurs locaux s’engagent à ne pas autoriser l’urbanisation des zones naturelles, ce qui n’est pas toujours le cas. Nombreux sont les cas dans lesquels les autorités locales voient dans l’étalement urbain la possibilité d’augmenter les recettes fiscales.
Prospective : les résultats de la recherche TSAR menée pour le PREDIT ont été présentés au Congrès ATEC-ITS France de 2014. Cette recherche exploratoire évalue l'efficacité qu'aurait une généralisation de la taxation du stationnement automobile sur la relocalisation urbaine. D’autres travaux ont analysé l’impact de la mise en place d’une taxe contrebalançant le « gain immobilier », une des principales causes alimentant l’étalement urbain. Ce qui semblerait limiter l'étalement urbain pourrait avoir l'effet contraire.

#### Étalement urbain dans les PLU et les SCoT
Pour mieux gérer l'étalement urbain, et pour mieux le contenir, les Schémas de cohérence territoriale (SCoT) et les Plans locaux d'urbanisme (PLU), des documents stratégiques d'aménagement urbain, ont des impératifs. Les SCoT doivent prendre en compte un objectif de consommation économe de l'espace, et une meilleure gestion de la densité. Les PLU doivent comprendre une analyse de la consommation des espaces non urbanisés, une justification des projets d'aménagement, avec des "objectifs de modération de la consommation de l'espace et de lutte contre l'étalement urbain" par le biais du projet d'aménagement et de développement durable (PADD).

#### Ajouts de la loi ALUR
La loi pour l'Accès au Logement et un Urbanisme Renouvelé, entrée en vigueur le 27 mars 2014 a pour but de renforcer les obligations des SCoT et des PLU en termes d'analyse de la consommation d'espaces naturels ou agricoles, et prévoit que ces documents devront intégrer une analyse des capacités de densification dans leurs rapports. La loi ALUR renforce donc l'encadrement de l'ouverture à l'urbanisation des zones 2Au des PLU.
L'objectif principal de cette loi est ainsi de favoriser la densification des zones déjà urbanisées plutôt que d'ouvrir de nouvelles zones à l'urbanisation.

#### Textes législatifs contre l'étalement urbain
- Convention alpine (1991)[127] : Signée en 1991 par les pays de l'arc alpin cette convention a pour but d'assurer une "politique globale de préservation et de protection des Alpes"[128]. Elle spécifie, entre autres, que les pays alpins se doivent d'assurer une utilisation économe des sols et de réduire les préjudices faits au sol, notamment en en limitant l'imperméabilisation.
- Charte de Leipzig (2007)[129] : Signée en 2007 par les 27 pays de l'Union européenne la Charte de Leipzig sur la ville européenne durable est entrée en vigueur en 2008. Cette charte préconise l'adoption d'une politique de développement urbain intégré[130]. L'habitat groupé y est cité comme fondation importante d'une « utilisation efficace et durable des ressources ». Ce type d'habitat pouvant être atteint en « utilisant des méthodes de planification urbaine et régionale permettant d'empêcher l'étalement urbain ».
- Projet de Loi de finances en France 2012[131] : Ce projet de loi finance comprend le renforcement des taxes susceptibles de lutter contre l'étalement urbain en favorisant la densification. Il comprend l'augmentation de la taxe sur la cession à titre onéreux des terrains nus ou des droits relatifs à des terrains nus rendus constructibles, en orientant une partie du produit de la taxe vers la conversion à l'agriculture biologique ou à haute valeur environnementale.
- loi portant lutte contre le dérèglement climatique (2021) : cette loi comprend dans son titre V des objectifs de lutte contre l'artificialisation des sols en instaurant le principe de Zéro artificialisation nette, qui favorise notamment le ralentissement de la consommation spatiale, la réhabilitation et la densification.

### Lisières ville/campagne
La lisière peut devenir le lieu d'une agriculture de proximité qui réponde à la demande d'« acheter local » et qui s'adapte ainsi aux nouveaux modes de vie des urbains tout en valorisant les qualités du paysage cultivé. La lisière deviendrait l'occasion de recréer des passerelles entre monde agricole et population des villes.

### Densifications
L'intensification urbaine, aussi appelée densification urbaine, ou « densification forte », est considérée comme une alternative viable à l'étalement urbain. Le site du Ministère de la Cohésion des Territoires relève en 2019 : « De nombreux exemples de projets aux abords de gares ou sur des terrains sous-occupés en zone urbaine – ou encore de projets de surélévation, ou réhabilitation, changement de destination des bâtiments, notamment transformation de bureaux en logements –, permettent de renouveler les formes urbaines existantes et apporter des réponses qualitatives d’habitat plus compact, de mixité urbaine et sociale ». Pour sa part, Sylvain Grisot relève une multitude d'options parmi lesquelles rajouter des étages à des immeubles qui permettent aux copropriétaires de financer l'isolation, déconstruire quelques maisons (4-5) pour construire des logements collectifs (40-50), épaissir une tour de HLM ancienne en prolongeant chaque appartement d'un salle « jardin d'hiver » (isolante) et d'une terrasse… à moins que l'on ne développe les logements « individuels groupés » (le format village traditionnel). Renforcer la densité urbaine permettrait ainsi de limiter les coûts de fonctionnement et d’entretien des réseaux que supportent actuellement les collectivités locales et participerait quelque peu à la transition écologique.
Pour poursuivre dans ce sens, l'idée fait son chemin de favoriser des projets collectifs en auto-construction par un accompagnement qui associe ces petits porteurs de projets à la ville et à l'urbanisme tout autant qu'aux architectes. L'exemple en a été donné en 2018, à Clermont-Ferrand pour le quartier « Grande Plaine » (projet BAMBA). Ce type d'habitat participatif, qui nécessite un bon investissement de la part des futurs habitants, doit être rendu motivant dès le départ par une impulsion venue de la ville. Celle-ci peut ainsi rendre la trame foncière flexible de façon à favoriser de petits lots qui ne passeraient pas par des promoteurs, mais seraient à l'initiative de petits groupes d'habitants. Ce type de démarche suppose aussi que du terrain abordable en centre-ville soit protégé dans les contrats de cession par des clauses anti-spéculatives.
Par ailleurs, la « densification douce », qui a fait l'objet de plusieurs projets en France (2013-2018), tend à favoriser la densification des zones pavillonnaire. Ce choix semble légitimé, en partie, par la recherche de création d'habitat peu coûteux. Dans l'habitat de ville avec jardin, les collectivités en manque d'espace constructible peuvent proposer d'accompagner la « construction dans le jardin » (projet BIMBY, étude 2009-3013, et à Périgueux en 2016)Mais cela peut concerner aussi l'habitat pavillonnaire. Il peut s'agir, à cette occasion, d'accession à la propriété à petit prix ou de logements loués (à des SDF, éventuellement).

### Entre ville compacte et ville cohérente dans le monde

#### Ville compacte, manière politique
Le terme « ville compacte » promeut le fait qu'une ville unipolaire qui possède une densité élevée réduit la distance parcourue pour tous les concitoyens. Cette forte compacité permet une réduction de la surface du sol artificialisée et une proximité de toutes les activités quotidiennes ce qui induirait une diminution énergétique. Elle est une forme d'alternative à l'étalement urbain. Au sein du champ scientifique, une étude menée par Peter Newman and Jeffrey Kenworthy en 1999 s'intitulant "budget, énergie, transport" démontre que plus la densité est grande plus le vélo et la marche à pied sont favorisés, cette étude suscite l'intérêt des politiques pour la ville compacte.
En France, dès 1970 les pouvoirs publics cherchent à comprendre et à accompagner l'étalement urbain, cela se traduit notamment par le recensement de 1975. Cependant très vite en Europe on cherche à garder l'héritage des centres historiques à forte densité. Les premières réactions planificatrices prenant appui sur le modèle de la ville compacte se sont certainement développées dans les années 1980 à Amsterdam. Faisant face à une crise du logement les politiques néerlandais mettent en œuvre une réhabilitation et rénovation des centres villes. À Barcelone, la régénération urbaine devient un modèle, les politiques construisent la ville sur la ville.
Plusieurs grandes instances, regroupements politiques ont soutenu le principe de la ville compacte. Dans les années 1990, la CEE promeut le développement d'une « ville compacte » par les pouvoirs publics qui permettrait « d’éviter d’échapper aux problèmes de la ville en étendant la périphérie ». En 2012, un rapport de l'OCDE intitulé Compact city policies défend l'idée que la ville compacte est synonyme de ville durable.

#### Ville cohérente
Newman et Kenworthy ne prônent pas uniquement la ville unipolaire, ils présentent d'autres modalités, comme la ville organisée en anneaux concentriques ou constituée de plusieurs trames. Emre Korsu propose un système pour lutter contre l'étalement urbain tout en prenant en compte les enjeux urbains et environnementaux. Il faut prendre en compte la distance avec le lieu de travail, qui représente environ 50 % des trajets pour un actif (lors d'une journée de travail). Emre Korsu produit un système statistique à l'échelle de l’Île-de-France. Chaque ménage devant se trouver à moins de x minutes de son lieu de travail, les réaffectations se font au niveau des logements en fonction des aménités, du prix du fonciers des ménages à relocaliser[pas clair]. Ainsi, pour un seuil de 30 minutes, seulement 27 % des ménages en Île-de-France sont à relocaliser. Ce système démontre que le temps de trajet est important à cause du peu d’offre résidentielle ou du coût trop élevé à Paris[pas clair]. Cependant, contrairement aux idées reçues, les personnes à relocaliser sont souvent des personnes seules, des ménages plutôt aisés (cadres, professions intermédiaires) et inversement, les ménages à bas revenus sont en sous-représentation au sein de la population à relocaliser. Les caractéristiques du logement des populations à relocaliser (prix du foncier, aménité, environnement, infrastructure) changent peu.
Emre Korsu démontre que 27 lieux de travail à prix foncier excessif concentrent 46 % des actifs à relocaliser. Il émet l'hypothèse qu'une politique sur la maîtrise de l'implantation de l'emploi tertiaire serait efficace.

### Reconversion de quartiers anciennement industrialisés
Au Canada et aux États-Unis, « l’obligation de répondre aux carences de la ville industrielle comme aux effets sociaux dévastateurs de la désindustrialisation [fait naître] la stratégie qui consiste à réaménager les espaces dégradés et laissés pour compte. Il s’agit de reprendre possession (en 1995) de quartiers entiers, de zones industrielles anciennes. ». Le réaménagement urbain est-il le vecteur de la relocalisation des groupes défavorisés encore logés à proximité du centre ? Les effets des politiques de réaménagement urbain sont connus, dont celui de stimuler la spéculation foncière et de favoriser la gentrification des quartiers populaires. Le problème rencontré alors concernait les structures politiques et administratives qui ne correspondaient pas à celle des régions métropolitaines. La création, de la Communauté métropolitaine de Montréal en 2001 a permis d'aborder les questions de l'aménagement du territoire, qui empêchait auparavant d'aborder l'étalement urbain de Montréal. En 2020, cette Communauté métropolitaine fait le bilan et constate la migration massive de ses résidents vers la périphérie pavillonnaire. Un échec apparent de la reconversion des anciens quartiers industrialisés, ou la confirmation de ce à quoi il fallait s'attendre.

## Émiettement urbain
Certains chercheurs constatent que l'étalement urbain n'est pas continu et parlent d'« émiettement urbain ». L'étalement urbain se produirait ainsi en sauts de puce, « les plus forts taux de croissance démographique atteignant des communes de plus en plus petites ». La dé-densification urbaine serait portée par des critères économiques, les ménages de classes moyennes favorisant l'émiettement en se logeant de plus en plus loin dans les zones périurbaines pour des raisons essentiellement économiques.La périurbanisation suivrait ainsi un processus discontinu distinct de l’étalement urbain.
Trois types d'émiettement sont recensés par Eric Charmes : paysager, social (par ségrégation) et administratif. Par ce triple émiettement les communes deviennent des micro-sociétés, un « club résidentiel » qu'il nomme effet de « clubbisation ». Ces micro sociétés sont constituées de consommateurs et non de citoyens, elles cherchent à préserver leur qualité de vie notamment par le biais d'aménités (comme la présence d'espace vert). Il s'opère une sélection des habitants par le revenu. Le chercheur identifie coopérations et négociations entre clubs résidentiels et pouvoirs métropolitains. Des instruments spécifiques sont mis en place par les pouvoirs publics de ces communes grâce à des règlements d'urbanisation (notamment par le plan local d'urbanisme, PLU en France ; plan directeur et plan d'affectation en Suisse) ou l'aménagement public (transport, carte scolaire). Une aspiration sociale doublée d'intérêts individuels aurait vu le jour grâce à un effet de clientélisme.